# La Souche
La Souche est une commune de la Cévenne ardéchoise située à 16 kilomètres d'Aubenas et à 29 kilomètres de Langogne. Les habitants de la municipalité s'appellent les Souchois, ils étaient au nombre de 384 au dernier recensement de 2022. Administrativement, la localité fait partie du canton de Haute-Ardèche, lui-même compris dans le département de l'Ardèche, en région Auvergne-Rhône-Alpes. La municipalité est adhérente de la communauté de communes Ardèche des Sources et Volcans depuis sa création en 2014.
La Souche fait partie du parc naturel régional des Monts d'Ardèche et dispose d'un espace naturel préservé avec notamment la présence de plusieurs zones naturelles d'intérêt écologique, faunistique et floristique. Le territoire municipal présente une flore et une faune variées, comptant des espèces endémiques des Cévennes. La Souche possède la source du Lignon, cours d'eau affluent de l'Ardèche. Le Lignon est une rivière aux crues dévastatrices, provoquées surtout par les épisodes cévenols survenant le plus souvent en automne. La commune connait un climat typiquement cévenol caractérisé par des cumuls annuels de précipitations parmi les plus hauts de France métropolitaine, supérieurs à 2 000 mm par an en moyenne, et pouvant atteindre 3 500 mm, comme en 2008.
La population souchois, après avoir subi un intense exode rural tout au long du XXe siècle, progresse régulièrement depuis les années 1990. La Souche est une localité restant partiellement à orientation agricole, mais elle connait depuis l'après-guerre une transformation progressive en lieu de villégiature estivale, grâce à l'émergence du tourisme vert et à la protection naturelle dont bénéficie son territoire communal. L'activité touristique profite également de l'enneigement hivernal avec la présence de la station de ski de la Croix de Bauzon.

## Géographie

### Localisation

#### Situation

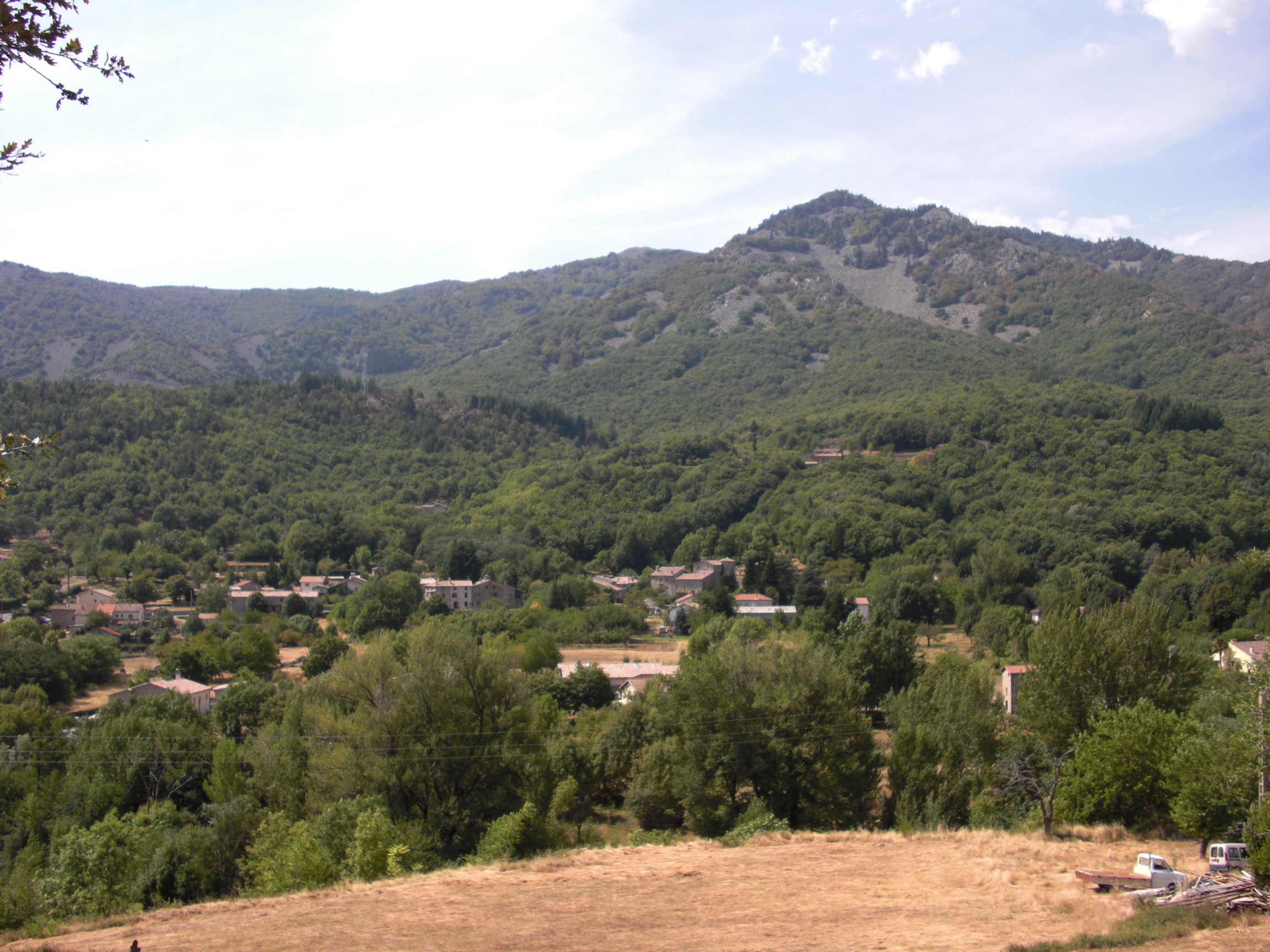
Hameau de Charay et le massif du Tanargue avec le Mont Aigu (1316 mètres) en arrière-plan.

La Souche (44° 37′ 48″ N, 4° 11′ 53″ E) est une commune située géographiquement dans le sud-est du Massif central, à l'extrémité nord des Cévennes et à la lisière des Monts du Vivarais,. La localité fait partie du département de l'Ardèche et appartient administrativement à la région Auvergne-Rhône-Alpes, dont elle se place à la périphérie sud-ouest, non loin des régions : Languedoc-Roussillon, et du département de la Lozère, à 21 kilomètres ; Auvergne, avec le département de la Haute-Loire, à 27 kilomètres.
La Souche, distante de 34 kilomètres de Privas, abrite le col routier de la Croix de Bauzon, à l'extrême-ouest de la localité, au triple point de rencontre du territoire municipal avec ceux de Borne et de Mayres. La commune était sise sous l'ancien Régime dans la province du Vivarais, et à quelques lieues des provinces du Gévaudan et du Velay. Par distance orthodromique, La Souche se situe à :
| Paris (493 kilomètres)    | Saint-Étienne (91 kilomètres) | Lyon (136 kilomètres)      |
| Mende (57 kilomètres)     | La Souche                     | Valence (64 kilomètres)    |
| Toulouse (248 kilomètres) | Montpellier (116 kilomètres)  | Marseille (176 kilomètres) |

#### Communes limitrophes
Les communes limitrophes sont  Barnas, Borne, Jaujac, Laboule, Mayres, Thueyts et Valgorge.
La Souche est limitrophe de sept communes, toutes situées dans le département de l'Ardèche, à savoir :
- Laboule et Valgorge, localités sises dans le canton de Valgorge et associées par la communauté de communes du Pays Beaume-Drobie ;
- Borne, village situé dans le canton de Saint-Étienne-de-Lugdarès et membre de la communauté de communes Cévenne et Montagne ardéchoises ;
- Barnas, Jaujac, Mayres et Thueyts, municipalités comprises dans le canton de Thueyts et appartenant à la communauté de communes Ardèche des Sources et Volcans.

Ces localités sont réparties géographiquement de la manière suivante :

#### Axes de communication
Par voie routière, La Souche est accessible, via la route nationale N 102, depuis Aubenas, située à 16 kilomètres de distance, par la seule route départementale D 19, cette dernière traversant toute la localité d'ouest en est. La route relie La Souche à Jaujac, en aval dans la vallée du Lignon vers l'est ainsi que Borne et Mayres vers l'ouest, en parcourant 16 kilomètres sur le territoire municipal. La route actuelle reprend en grande partie le tracé d'une ancienne voie romaine qui menait alors au pays des Gabales. La route départementale D 19 possède un trafic routier mineur au niveau de la commune, proche de 210 véhicules par jour. Ce faible trafic est lié à l'absence de transit routier par le col de la Croix de Bauzon pour rejoindre la Lozère et la Haute-Loire, le trafic interrégional transitant par la route nationale 102, parallèle au parcours de la route départementale D 19, dans la haute-vallée de l'Ardèche et le col de la Chavade.

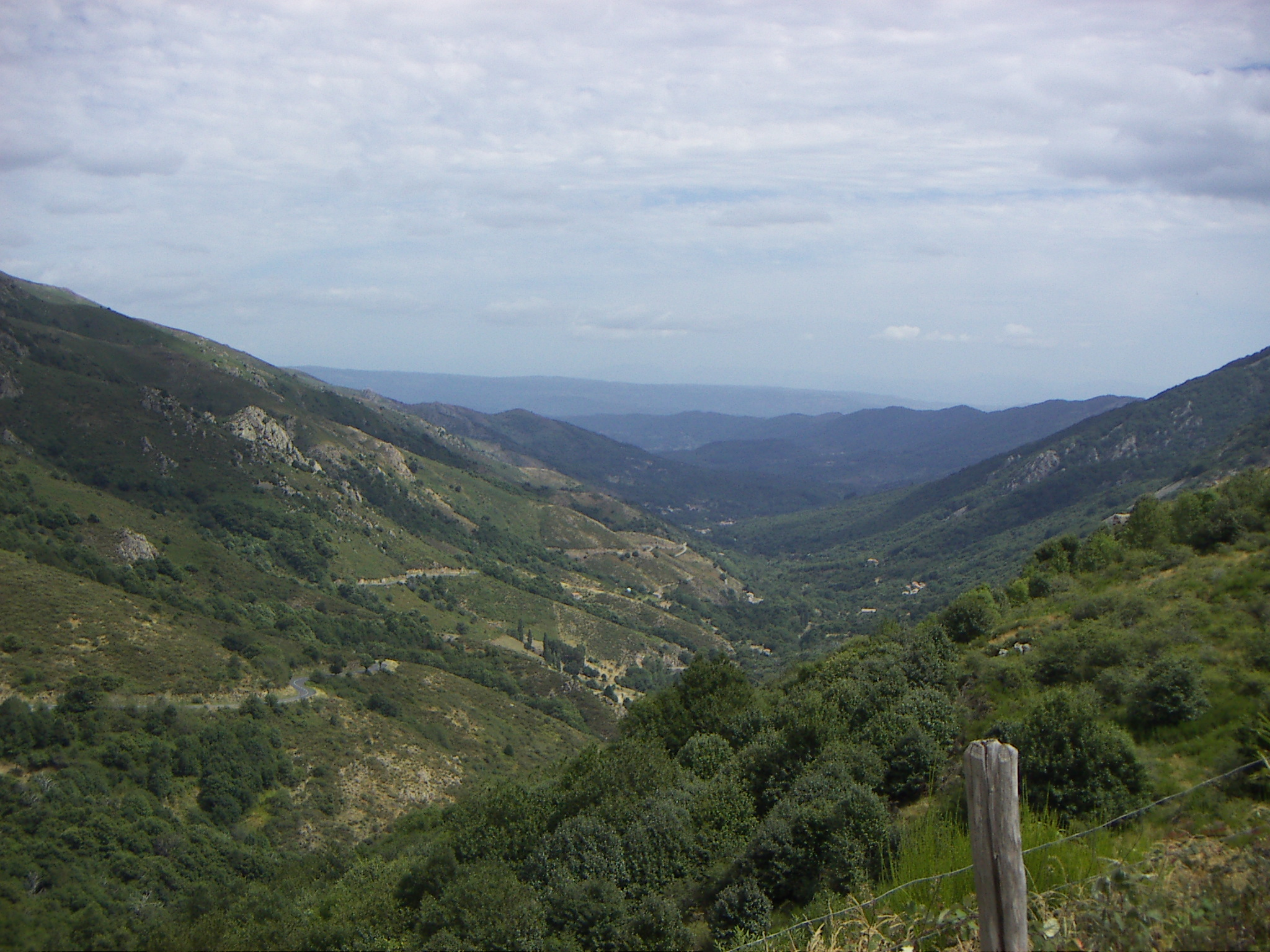
La Souche : vue sur la vallée du Lignon et la route D 19.

La chaussée routière menant au col présente un caractère étroit et sinueux avec la présence de nombreux lacets. Le dénivelé est de 760 mètres lors des 15 kilomètres d'ascension depuis la Souche soit une pente affichant 5,2 % en moyenne. La route est plus utilisée lors de la période estivale par de nombreux motards et cyclistes se rendant au col de la Croix de Bauzon, cette haute fréquentation survenant également certains hivers enneigés, lorsque la station de ski de La Croix de Bauzon est ouverte. La route départementale D 19 est considérée, à l'instar de la route nationale N 102, comme une des portes d'entrée du plateau ardéchois depuis le Bas-Vivarais. La municipalité possède en outre sur la rive droite du Lignon une route communale de petit gabarit reliant le bourg principal et le hameau de Saint-Louis. Des voies communales, dont certaines à peine carrossables, relient d'autres lieux-dits à la route départementale D 19.

#### Transports collectifs
En ce qui concerne les transports collectifs par voie routière, la compagnie d'autobus dépendant du Conseil général de l'Ardèche dessert la municipalité, avec la présence de deux points d'arrêt : « La Croze » et « La Souche ». La ligne 103, dont la localité constitue le terminus ouest, relie La Souche à Aubenas, via Prades et Labégude, le parcours complet de la ligne demandant 40 minutes. La commune est desservie par trois allers-retours quotidiens. Il existe également un service de ramassage scolaire pour les élèves du secondaire.
Par voie aérienne, les aérodromes les plus proches de La Souche sont situés respectivement à Aubenas, Mende et au Puy-en-Velay. Néanmoins, ces trois aéroports ne sont pas desservis par des lignes aériennes nationales régulières, ils sont utilisés par les pilotes amateurs ou pour les avions d'affaires. Les aéroports de Lyon-Saint-Exupéry, à 141 kilomètres, et Marseille-Provence, à 156 kilomètres, disposent de lignes régulières nationales et internationales.
Le département de l'Ardèche étant le seul de France métropolitaine à être dépourvu de gare voyageurs, les gares SNCF les plus proches sont celles de La Bastide-Puylaurent (24 kilomètres), Langogne (29 kilomètres) et Villefort (30 kilomètres) en Lozère, toutes trois situées sur la ligne des Cévennes. Les gares de Valence et de Montélimar, dans la Drôme, sont plus éloignées mais sont desservies par le TGV sud-est au départ de la Gare de Lyon à Paris. Pour pallier l'absence de transport collectifs par voies ferrées, la SNCF a mis en place des lignes TER en bus depuis les gares drômoises jusqu'à Aubenas, Lalevade d'Ardèche et Vals-les-Bains.

### Espace naturel

#### Topographie et relief

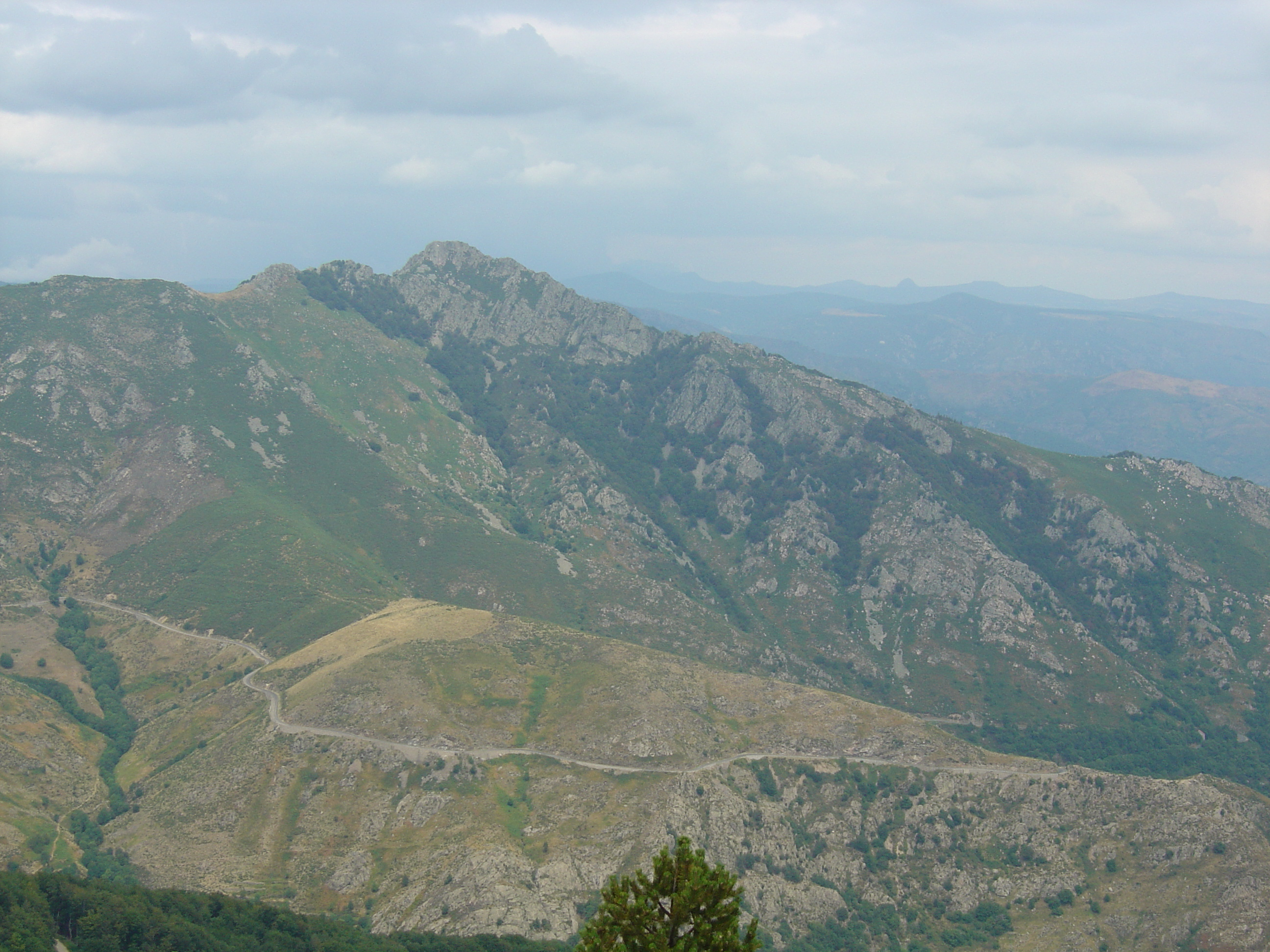
Rocher d'Abraham (1498 mètres), point culminant de La Souche.

Le ban communal de La Souche est de 3 152 hectares, soit une surface largement supérieure à la moyenne française (1 488 hectares). Cette superficie municipale étendue est une caractéristique des communes de la Cévenne ardéchoise. Le territoire de la commune présente l'aspect d'une vallée longue et étroite orientée est-ouest, taillée par le Lignon dans les roches granitiques. Deux puissants massifs surplombent cette vallée : le serre de la Croix de Bauzon au nord, sépare La Souche de la haute-vallée de l'Ardèche ; le massif du Tanargue au sud, sépare la localité de la vallée de la Beaume. L'altitude du territoire de La Souche varie de 463 à 1 498 mètres au Rocher d'Abraham, l'altitude moyenne s'élevant à 979 mètres. Les paysages de la municipalité adoptent le plus souvent la forme de hauts sommets, de pentes abruptes, voire de ravins. Localement, dans la Cévenne ardéchoise, les crêtes allongées des montagnes prennent le nom de « serres », ces derniers délimitant fortement des vallées creusées par des cours d'eau torrentueux.

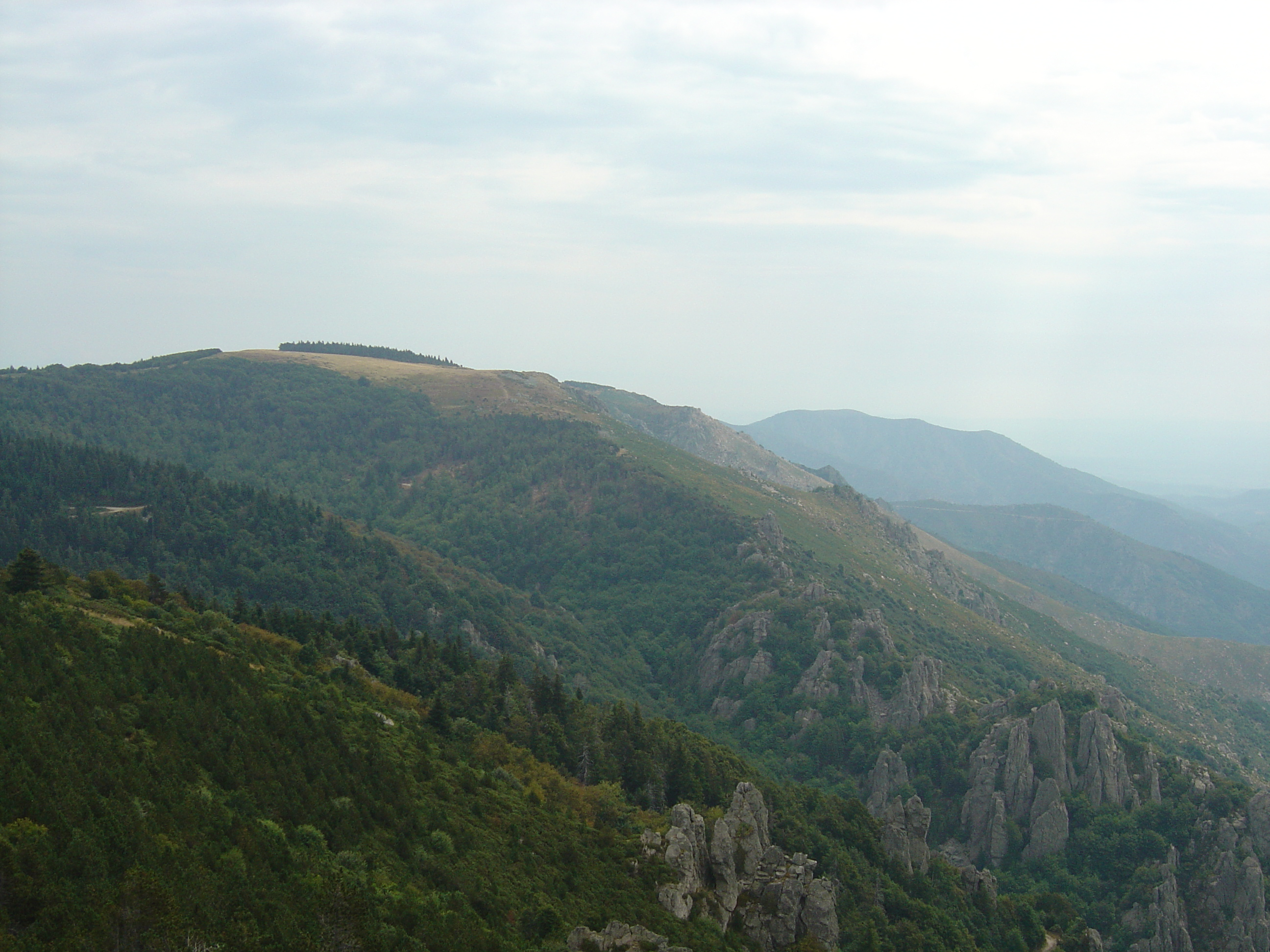
Sommet de Méjan (1458 mètres).

Outre le Rocher d'Abraham, la commune comprend d'autres sommets parmi lesquels le mont Gros (1 314 mètres), le mont Aigu (1 316 mètres) et le sommet de Méjan (1 458 mètres), en commun avec Valgorge, dans le massif du Tanargue. Le point le moins élevé de La Souche se situe à l'est du territoire municipal au lieu-dit les Azagades, sur le lit majeur du Lignon, au niveau de la frontière communale partagée avec Jaujac, à une altitude de 463 mètres. Le hameau de la Souche, comprenant la mairie, se situe à une altitude de 541 mètres, dans la vallée du Lignon et à l'aplomb nord du mont Aigu. Les surfaces planes sont rares, mais des terres cultivables avaient été aménagées dans les pentes escarpées sous forme de culture en terrasse, appelées « faysses » ou « faïsses » localement. La production vivrière était constituée de légumes et surtout de châtaignes. L'exode rural intense au cours du XXe siècle a provoqué l'arrêt de l'entretien des faysses. Les murets de pierre, établis en étages, s'effondrent progressivement, surtout par ravinement lors d'épisodes cévenols.

#### Zones de protection naturelle

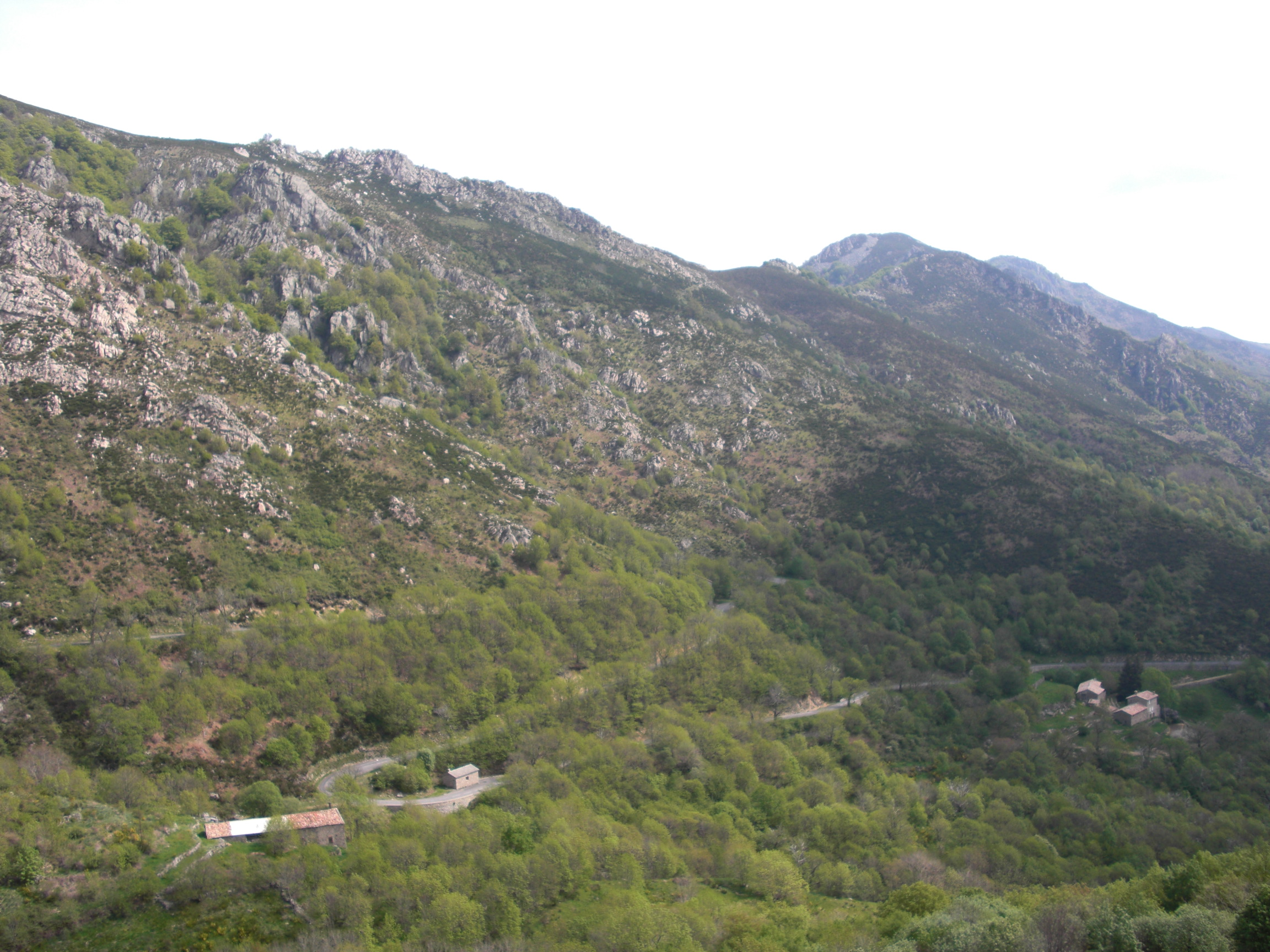
Serre de la Croix de Bauzon, classé en ZNIEFF de type II.

La Souche dispose d'une importante zone de protection naturelle. La biodiversité bénéficie de la faible densité humaine, du modeste trafic des routes communales et de l'absence d'activité polluante. La municipalité fait entièrement partie du parc naturel régional des Monts d'Ardèche. Ce dernier a été créé le 9 avril 2001, à l'initiative principalement des castanéiculteurs, il comprend actuellement 132 communes. Les objectifs à long terme de la charte du parc sont le maintien de l'activité agricole, la promotion du développement durable et la protection et la valorisation du patrimoine local. En outre, la localité se situe à une vingtaine de kilomètres de la zone périphérique du parc national des Cévennes. Les sols communaux sont marqués par une très faible surface bâtie et par l'abondance des zones humides et des forêts. L'urbanisation est globalement maîtrisée, aidée par la faible pression démographique. Le Lignon et ses affluents communaux possèdent des eaux affichant une très bonne qualité bactériologique et biologique. Les nombreux ruisseaux, souvent bordés de ripisylves représentant des liens écologiques, arrosent des gorges humides, présentant souvent un fort intérêt paysager.
La Souche comprend deux zones ZNIEFF de type II, ces zones étant intégrées au réseau Natura 2000, elles sont respectivement nommées :
- « serres séparant la haute vallée de l'Ardèche de celle du Lignon »[18] ;
- « serres cévenols autour du Tanargue »[19].

Ces deux espaces détiennent également en leur sein respectif deux zones ZNIEFF de type I, à la superficie plus restreinte, appelées :
- « rocher d'Abraham et serres de la Chavade »[20] ;
- « massif du Tanargue »[21].

#### Flore
Autrefois principalement couvert de châtaigniers et de mûriers, le territoire souchois reste relativement boisé. Avec l'abandon progressif de la culture des châtaigniers, les conifères (pins sylvestre et de Douglas) ont progressivement colonisé une large part des sols de la municipalité. Les forêts profitent également de la déprise agricole pour regagner du terrain. Les forêts représentent au total 1 026 hectares de terrain, soit 32,6 % du territoire communal. Le domaine boisé comprend notamment la forêt domaniale du Tanargue, la forêt des Chambons et la forêt domaniale du serre de la Croix de Bauzon.

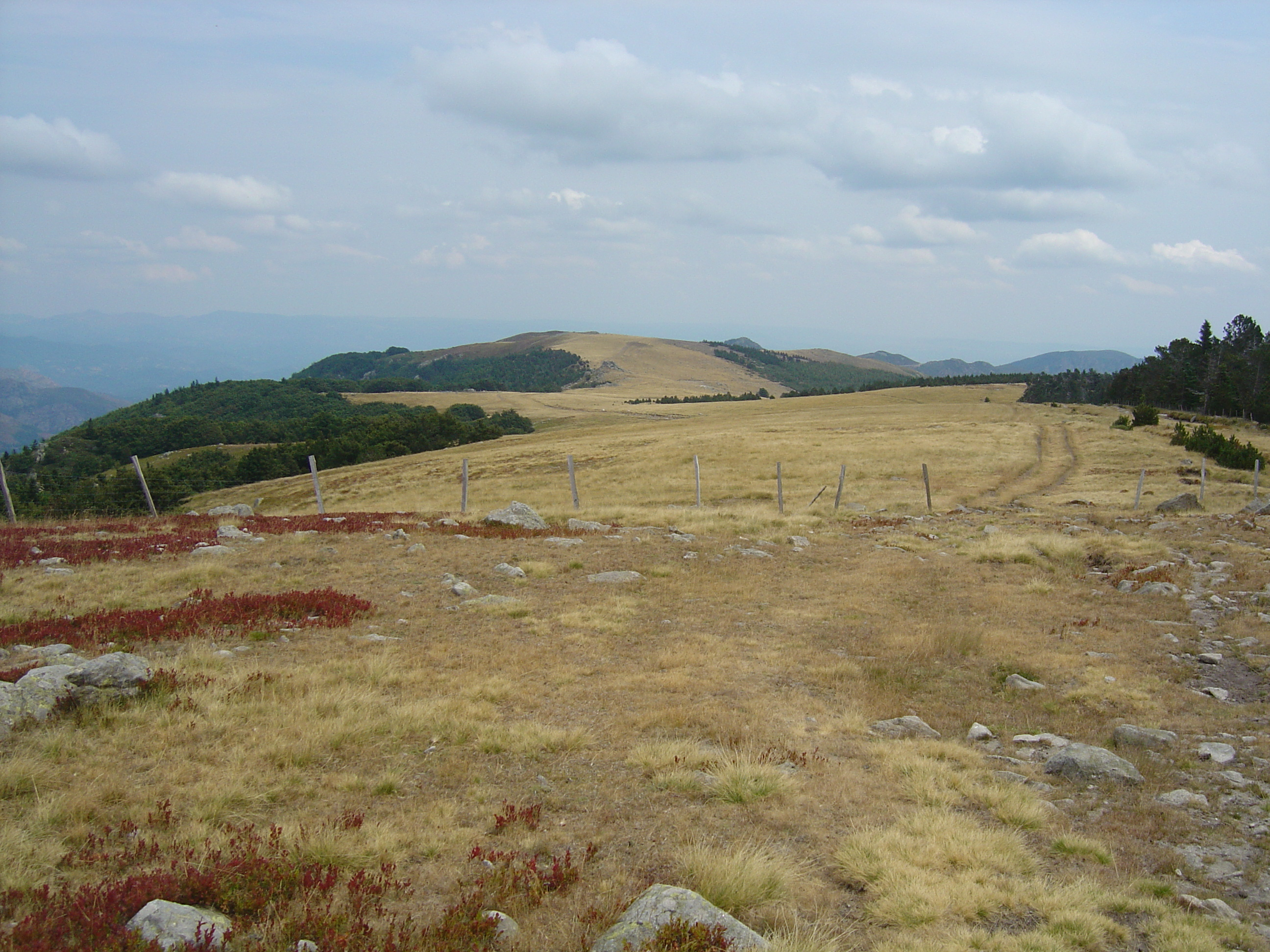
Landes du Tanargue.

L'orientation est-ouest de la vallée du Lignon et le dénivelé important entraînent à altitude égale une forte différence de température et d'ensoleillement et par voie de conséquence de végétation entre les parcelles exposées plein sud et l'ubac, correspondant globalement sur le territoire de La Souche à la face nord du Tanargue. La flore communale est en partie constituée de plantes endémiques des Cévennes, comme l'œillet des rochers ou la centaurée pectinée. Les châtaigniers et les genêts purgatifs, parfois envahissants, sont majoritaires dans la vallée du Lignon. Sur les adrets, les châtaigniers et même les mûriers sont présents jusqu'à une altitude de 800 mètres, alors qu'ils sont inexistants sur les pentes peu ensoleillées. Sur les hauteurs et l'ubac, on trouve des plantes subalpines comme des airelles des marais, des adenostyles, mais aussi des hêtres, des résineux et de lande. Les résineux souffrent fortement de la sécheresse certaines années en dessous de 800 mètres, ils sont par contre prospères sur les sommets et sur une majorité de l'ubac du Tanargue, plus froids et arrosés. On note également la présence d'herbages, sous forme de landes dénudées sur le plateau du Tanargue, qui servent d'estive à des troupeaux de chèvres et de moutons.
Les plantations artificielles d'arbres, datant pour beaucoup des années 1980, restent faibles, mais existent. Elles sont quasi exclusivement constituées de résineux, comme souvent lors des opérations de reboisement menées après-guerre dans le département de l'Ardèche. À cette époque, l'Office national des forêts encourageait les implantations de conifères, seule sylviculture viable économiquement. Cependant un récent mouvement de suppression des plantations artificielles se fait jour avec la suppression de 20 hectares de pins rendus au paysage pastoral des landes du Tanargue, grâce à l'aide financière du parc naturel régional. La forêt domaniale du massif du Tanargue, composée de hêtres et de résineux, est également partiellement éclaircie sur 30 hectares, afin de maintenir les tourbières et les plantes subalpines comme les myrtilles des marais.

#### Faune

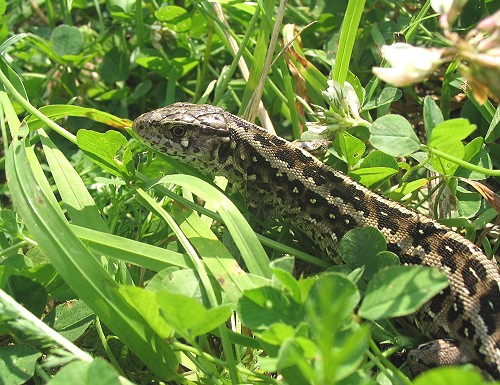
Lézard des souches.

Sur une surface communale de 31,52 km2, La Souche abrite une faune variée, dont de nombreuses espèces protégées. Après une longue absence, de nombreux poissons sont de retour dans le cours supérieur du Lignon ces dernières années, grâce à l'amélioration générale de la qualité des eaux ardéchoises et à la mise en place d'échelles de poissons sur l'Ardèche. Les espèces présentes sont des chabots, des truites, des goujons et des brochets. Le Lignon abrite également des loutres, de plus en plus nombreuses ces dernières années. On compte aussi des colonies de castors européens. Parmi les invertébrés, on a recensé des papillons comme le cuivré des marais et l'azuré des mouillères. Les amphibiens sont représentés par la grenouille rousse et les reptiles par le lézard des souches et la vipère péliade.
La Souche a une histoire ancienne avec le loup. En 1756, la première victime de la bête du Gévaudan fut tuée à Saint-Étienne-de-Lugdarès, à quelques kilomètres de la commune. Depuis, le loup a été chassé jusqu'à son extermination complète à la fin des années 1920, il était considéré à l'époque comme nuisible pour les nombreux bergers. Aujourd'hui espèce protégée, le loup semble revenir via les Alpes dans les environs, des traces de réimplantation se multipliant ces dernières années : une attaque de troupeaux avec de fortes présomptions d'un loup a été signalée en 2006, ainsi que des observations dans des localités voisines. Ce retour probable à long terme commence à être étudié par les collectivités locales, notamment en ce qui concerne la gestion des estives,. La commune compte aussi beaucoup de sangliers et de cervidés, en forte recrudescence ces dernières années.
Concernant les oiseaux, la commune est peuplée principalement de rapaces, mais aussi d'espèces plus petites, on peut citer le circaète Jean-le-Blanc, le bruant ortolan, le Busard cendré, la fauvette pitchou, le faucon pèlerin, le merle de roche et même l'aigle royal. Les rapaces sont attirés par l'abondance de proies, la présence de parois rocheuses et aussi par leur statut d'espèces protégées, les mettant à l'abri de la chasse.

### Géologie
Les sols communaux sont de constitution majoritairement granitique. La mise en place géologique du relief date du Trias, consécutivement à l'érosion survenue après la surrection du Massif central durant la période hercynienne. Le granite est une roche de composition cristalline, née du magma de l'écorce terrestre. Localement, sur certains affleurements du territoire municipal, le granite connait une métamorphose à la suite de son altération progressive, donnant alors naissance à des roches métamorphiques comme des schistes, des gneiss et même du grès. Consécutivement aux éruptions passées des volcans voisins, on note également des roches d'origine volcaniques comme des basaltes. La Souche constitue également l'extrémité ouest du bassin houiller de Lalevade d'Ardèche, aujourd'hui inexploité. Ce charbon trouve son origine par la présence d'une enclave de terrain stéphanien, de type schisto-gréseux, au sein de la vallée du Lignon.

### Hydrographie

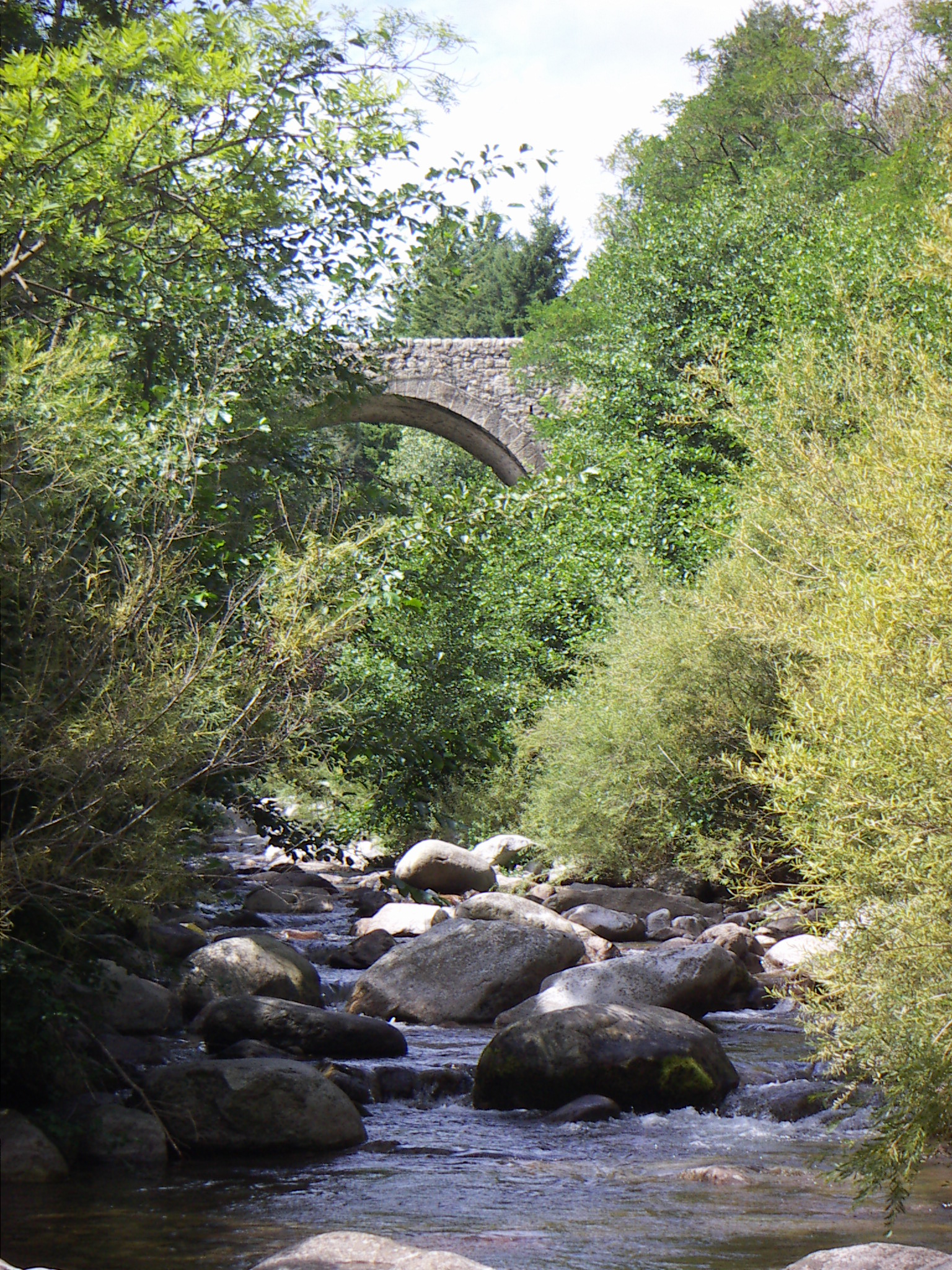
Le Lignon à l'étiage longeant en rive droite le hameau de la Souche.

La Souche comprend la haute vallée du Lignon, affluent en rive droite de l'Ardèche, qui naît près du col de la Croix de Bauzon. La source se situe précisément à une altitude de 1 340 mètres, à l'ouest de la commune près du lieu-dit le Béage, à proximité immédiate du territoire communal de Borne. À sa naissance, le Lignon est un torrent dévalant des pentes très inclinées et ravinées, avec une direction est, traversant tout le territoire communal en son milieu. En aval vers Jaujac, à sa sortie orientale de la commune, au lieu-dit les Azagades, la déclivité du cours et donc la force du courant commence à diminuer. Le Lignon présente des fluctuations saisonnières de débit typiques du régime cévenol, comme ses voisins le Chassezac ou la Beaume, avec un sévère étiage l'été, mais surtout des hautes eaux automnales se transformant parfois en crues dévastatrices. Les hautes eaux se prolongent en hiver et au printemps jusqu'à mai, en raison de la fonte des neiges et des précipitions. L'étiage estival, bien que sévère, n'entraîne jamais l'assèchement complet du Lignon au contraire de certains de ses affluents communaux les années sèches, mais son niveau peut descendre à quelques centimètres au niveau de la Souche.
Les fortes précipitations liées au climat cévenol particulièrement humide et le sol majoritairement granitique, par conséquent imperméable, induisent sur la commune un dense réseau hydrographique, modelant fortement le territoire communal. Le Lignon reçoit en conséquence de nombreux affluents venant grossir son débit, en prenant le plus souvent la forme de torrents dévalant les pentes du massif du Tanargue (rive droite) ou du serre de la Croix de Bauzon (rive gauche). Parmi ces affluents municipaux du Lignon, on peut citer le Rioumonas (rive droite), long de 3,2 kilomètres, la Combe Longe (rive gauche), mesurant 3,1 kilomètres, ou le Licheyre (rive gauche), également nommé le Dabrigeon, d'une longueur de 2,7 kilomètres, son cours étant partagé entre Jaujac et La Souche.
La Souche est située sur le bassin hydrographique du Rhône par l'intermédiaire de l'Ardèche, à proximité de la ligne de partage des eaux Atlantique-Méditerranée, au col du Bez, à 6 kilomètres. La commune possède de nombreuses réserves d'eau, certaines servant à la production de neige via les canons à neige de la station de ski, ou à l'alimentation en eau du bétail. L'omniprésence de l'eau sur La Souche est également soulignée par le nombre très important des sources d'eau, de cascades et également par l'existence de quelques tourbières. Le Lignon permet la pratique de la pêche, il est classé cours d'eau de première catégorie.

### Climat
Pour des articles plus généraux, voir Climat d'Auvergne-Rhône-Alpes et Climat de l'Ardèche.
En 2010, le climat de la commune est de type climat méditerranéen franc, selon une étude du CNRS s'appuyant sur une série de données couvrant la période 1971-2000. En 2020, Météo-France publie une typologie des climats de la France métropolitaine dans laquelle la commune est exposée à un climat de montagne ou de marges de montagne et est dans la région climatique Sud-est du Massif Central, caractérisée par une pluviométrie annuelle de 1 000 à 1 500 mm, minimale en été, maximale en automne.
Pour la période 1971-2000, la température annuelle moyenne est de 11,1 °C, avec une amplitude thermique annuelle de 16,8 °C. Le cumul annuel moyen de précipitations est de 1 960 mm, avec 8,9 jours de précipitations en janvier et 5,1 jours en juillet. Pour la période 1991-2020, la température moyenne annuelle observée sur la station météorologique de Météo-France la plus proche, « Barnas Rad », sur la commune de Barnas à 5 km à vol d'oiseau, est de 12,3 °C et le cumul annuel moyen de précipitations est de 1 899,5 mm,. Pour l'avenir, les paramètres climatiques de la commune estimés pour 2050 selon différents scénarios d'émission de gaz à effet de serre sont consultables sur un site dédié publié par Météo-France en novembre 2022.

### Risques naturels
En ce qui concerne les risques naturels et à cause de son climat cévenol particulièrement pluvieux, La Souche est principalement soumise aux risques d'inondations, de coulées de boue et de glissements de terrain,. À la suite des nombreuses crues passées, le village dispose maintenant d'un système d'alerte, par automate téléphonique, mis en place par la préfecture du département, comme sur tout le bassin hydrologique de l'Ardèche, rivière aux montées d'eau rapides et puissantes. Il faut néanmoins noter que les habitations de la Souche et des autres lieux-dits communaux sont souvent construites en hauteur par rapport au lit fortement encaissé du Lignon, ce qui limite considérablement les dégâts et pertes humaines. Il est courant que la commune reçoive 300 mm de pluie en 24 heures sans perturbation notable sur l'activité des habitants. La puissance des eaux de crues entrainent certaines années dans leurs flots divers objets, notamment des blocs de granite, des basaltes et des végétaux, débris qui peuvent provoquer des dégâts dans les habitations les plus proches du cours du Lignon, mais également modifier le cours mineur de celui-ci. La crue référence pour l'établissement des zones à risques est la crue millenale de 1890. Cette année-là, on estime que le niveau du Lignon monta de six mètres par rapport à son cours habituel, causant d'énormes dommages et tuant une personne.
L'aléa sismique est classifié comme faible, mais non nul. Le volcan situé sur la commune voisine de Jaujac a connu sa dernière éruption il y a 12 000 ans, il est considéré comme éteint aujourd'hui. Les catastrophes naturelles récentes ayant frappé la commune sont des inondations et des coulées de boue en septembre 1992 et en octobre 1993, ainsi qu'une tempête en novembre 1982. La commune est également vulnérable aux feux de forêt en fin de printemps et durant l'été. De petits feux de forêts ont lieu régulièrement les années sèches, surtout à cause d'écobuages mal maitrisés, mais ils ne mesurent rarement plus d'un hectare. Néanmoins, en août 2005, un important incendie s'est déclaré dans la forêt domaniale du Tanargue, combattu par des moyens aériens. Au cours de la lutte contre le feu, les secours perdurent deux pilotes, décédés lors du crash de leur tracker. Les feux de forêts, au regard du réchauffement climatique, pourrait augmenter au cours du XXIe siècle, on constate néanmoins depuis une décennie une forte diminution des hectares brulés par an dans le département, grâce à la prévention et à l'efficacité des secours lors de la survenance du risque, l'année 2003 constituant une exception.
L'ensemble du territoire de la commune de La Souche est situé en zone de sismicité no 2 (sur une échelle de 5), comme la plupart des communes situées sur le plateau et la montagne ardéchoise ainsi que le sud du territoire de ce département.
| Type de zone | Niveau           | Définitions (bâtiment à risque normal) |
| ------------ | ---------------- | -------------------------------------- |
| Zone 2       | Sismicité faible | accélération = 1,1 m/s2                |

## Urbanisme

### Typologie
Au 1er janvier 2024, La Souche est catégorisée commune rurale à habitat dispersé, selon la nouvelle grille communale de densité à 7 niveaux définie par l'Insee en 2022.
Elle est située hors unité urbaine. Par ailleurs la commune fait partie de l'aire d'attraction d'Aubenas, dont elle est une commune de la couronne,. Cette aire, qui regroupe 68 communes, est catégorisée dans les aires de 50 000 à moins de 200 000 habitants,.

### Occupation des sols
L'occupation des sols de la commune, telle qu'elle ressort de la base de données européenne d’occupation biophysique des sols Corine Land Cover (CLC), est marquée par l'importance des forêts et milieux semi-naturels (96,4 % en 2018), une proportion identique à celle de 1990 (96,4 %). La répartition détaillée en 2018 est la suivante : 
forêts (54,5 %), milieux à végétation arbustive et/ou herbacée (41,9 %), zones urbanisées (2,3 %), prairies (1,3 %).
L'évolution de l’occupation des sols de la commune et de ses infrastructures peut être observée sur les différentes représentations cartographiques du territoire : la carte de Cassini (XVIIIe siècle), la carte d'état-major (1820-1866) et les cartes ou photos aériennes de l'IGN pour la période actuelle (1950 à aujourd'hui).

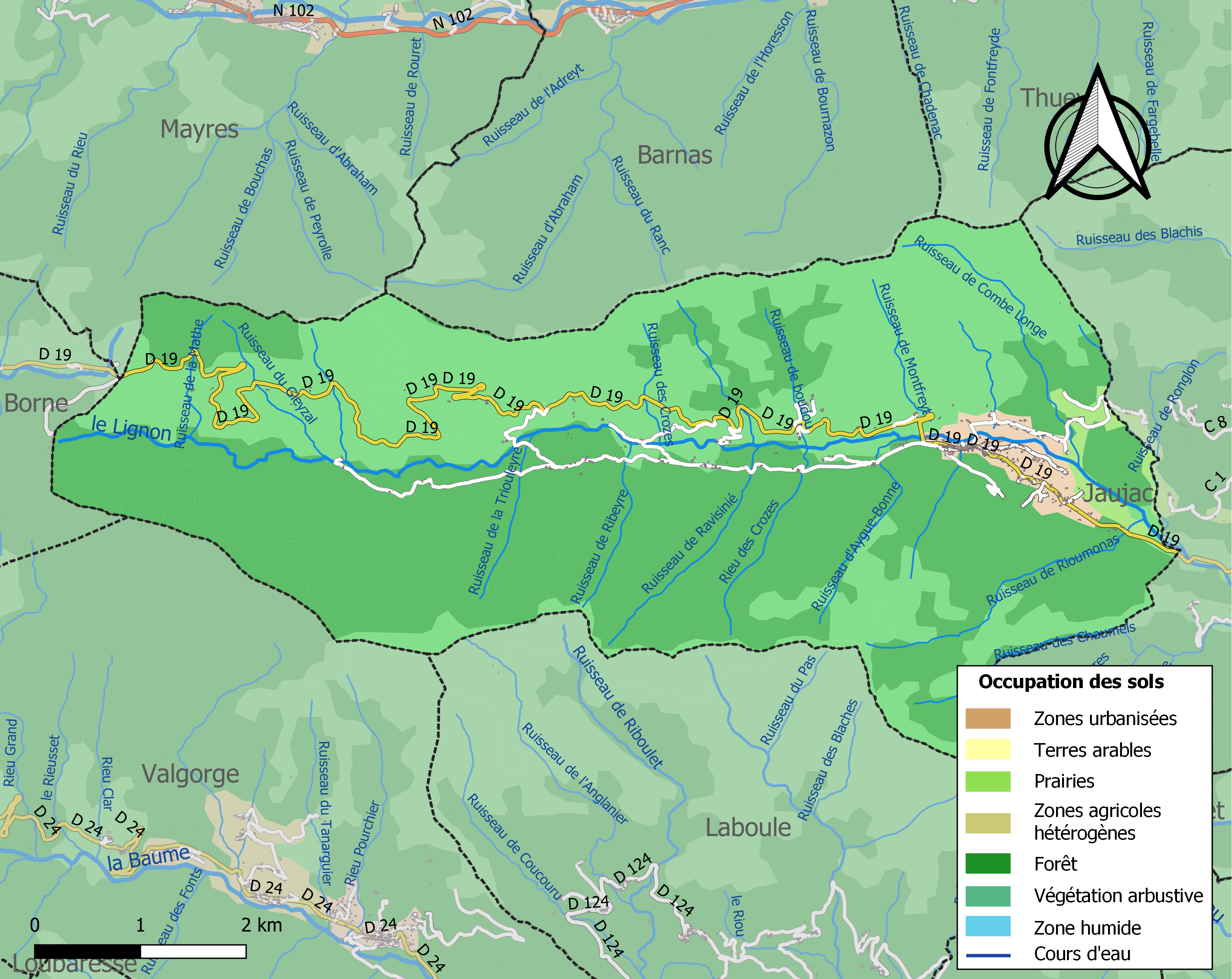
Carte des infrastructures et de l'occupation des sols de la commune en 2018 (CLC).

### Morphologie urbaine

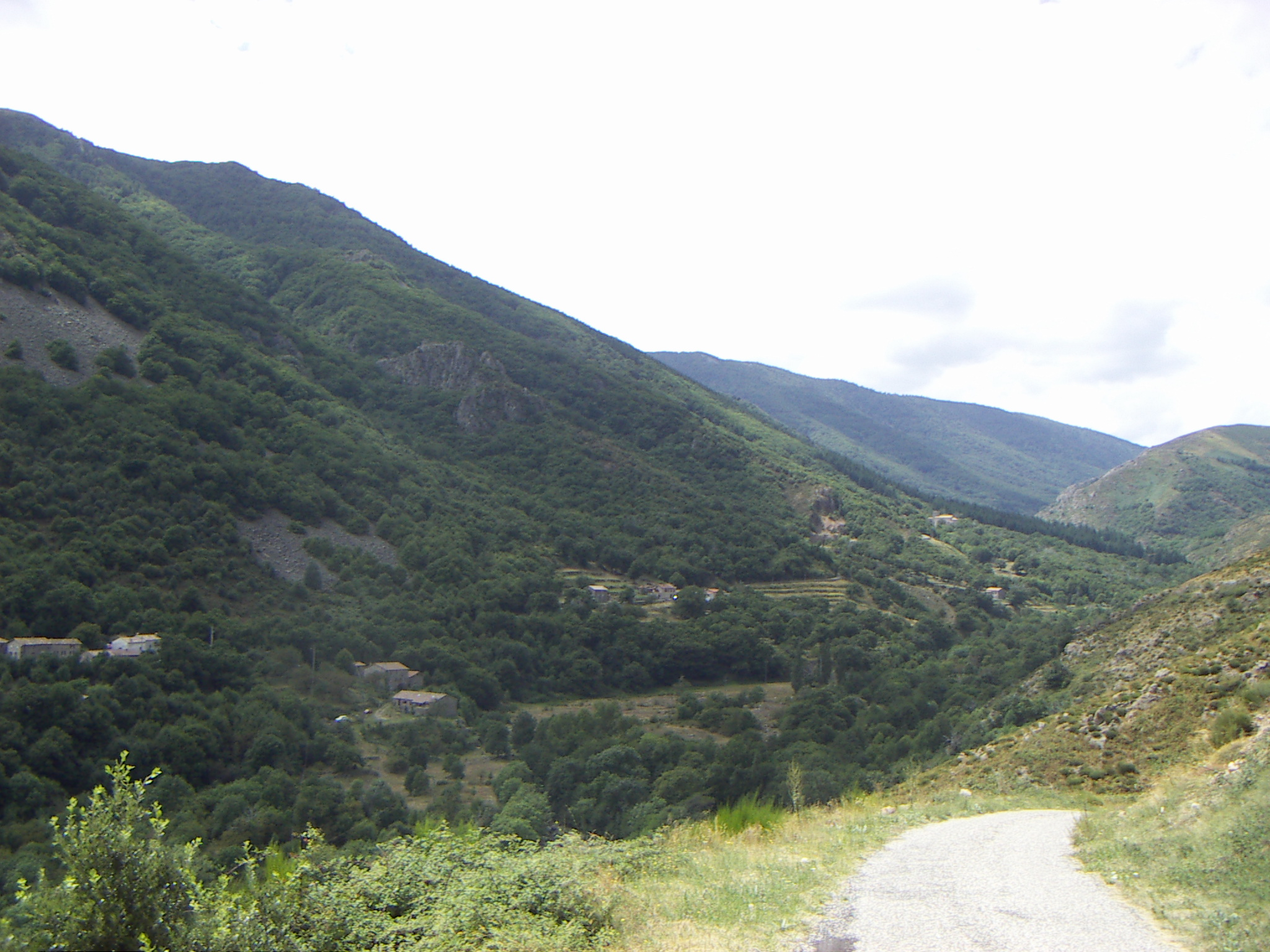
Hameau de Girardon, avec ses faysses, sur la face nord du Tanargue.

La Souche compte, sur une superficie de 3 152 hectares, une trentaine d'écarts et lieux-dits, répartis de la sortie de Jaujac jusqu'aux hauteurs de l'ouest de la localité, près de la station de ski. La quasi-totalité des écarts de la commune ne comportent que quelques maisons ou fermes, voire des bergeries. Les hameaux ont pour la plupart énormément souffert de l'exode rural et ne comptent plus que de rares habitants permanents. Certains de ces lieux-dits, situés près du col de la Croix de Bauzon, sont à près d'une demi-heure de route de la mairie de la municipalité, et sont difficilement accessible certains hivers.
Le chef-lieu, comprenant la mairie, l'école et l'église, englobe les hameaux de la Souche, Vissac, Charay et la Croze, liés par un lien urbanisé continu le long de la rive droite du Lignon. Le bourg prend la forme d'un village-rue dont la route départementale D 19 constitue l'épine dorsale, traversée par quelques rues perpendiculaires.
Saint-Louis est le second hameau en importance après la Souche et possède une église depuis 1871. Cet écart est situé à quatre kilomètres à l'ouest de la Souche, sur la rive droite du Lignon et sur la face nord du Tanargue, à une altitude de 765 mètres. Saint-Louis possédait au XIXe siècle une importante agriculture vivrière, constituée essentiellement de châtaignes. Ce lieu-dit compta de nombreux habitants jusqu'au début du XXe siècle et comprit également deux écoles, une publique et une laïque, fermées aujourd'hui à la suite de l'intense désertification du hameau.
Les autres lieux-dits de la commune, pour les principaux, sont les suivants : l'Adreyt de Lioure, l'Adreyt de Mayson, Aiguebonne, les Azagades, Bazandès, le Béage, Boulou, les Brousseyres, Bouteyre, le Brouty, la Chabanne, la Chareyrade, Chaussades, Chevalet, la Clémenterie, Coste Rouge, la Destourbe, les Fourniols, le Gachet, Girardon, le Gleyzal, Grand-Val, la Lèche et Ladreyt, Lioure, la Mathe, le Mazel, Monflat, Mont Frey, Parent, la Pause, Peyregrosse, Peyreplane, le Rabeyriol, Rieusset, les Sagnolles, la Sautellerie, le Suel, la Téoule et Veyrès.

### Logement
La Souche comptait selon le recensement Insee de 2009 un nombre de 441 logements. Le tableau ci-dessous indique l'usage des logements au sein de la commune :
| Ensemble des logements                                        | 441    | 535    |
| Résidences principales                                        | 38,7 % | 72,8 % |
| Résidences secondaires (y compris les logements occasionnels) | 54,2 % | 19,9 % |
| Logements vacants                                             | 7,1 %  | 7,2 %  |
| Sources : Insee (logements en pourcentage par type d'usage)   |        |        |

La Souche compte plus de logements (441) que d'habitants permanents (356). Particularité notable, la majorité des habitations de la commune (54,2 %) sont des résidences secondaires, ces dernières n'étant habitées que quelques semaines par an, principalement l'été. 7,1 % des logements sont vacants et seulement 38,7 % des logements sont occupés à titre de résidence principale. Comme souvent dans les zones rurales, la quasi-totalité des logements (95 %) sont des maisons individuelles. La part des ménages propriétaires de leur résidence principale est très forte : 79,1 %, soit bien plus que la moyenne départementale (66 %) et nationale (59,5 %). S'agissant du niveau d'ancienneté des logements sur la commune, les habitations de La Souche apparaissent comme anciennes, en effet, le pourcentage de résidences construites avant 1949 est de 53,4 %, alors que seuls 8,7 % des habitations datent d'après 1999. Le parc de logements de la localité offre une grande superficie puisqu'en moyenne les appartements souchois possèdent 3,7 pièces et les maisons 4,5 pièces. Par nombre de pièces, les logements de la municipalité se répartissent de la manière suivante :
| Nombre de pièces            | Studio | 2 pièces | 3 pièces | 4 pièces | 5 pièces ou plus |
| --------------------------- | ------ | -------- | -------- | -------- | ---------------- |
| La Souche                   | 1,1 %  | 5,6 %    | 22 %     | 24,9 %   | 46,3 %           |
| Moyenne nationale           | 6,4 %  | 12,8 %   | 22,5 %   | 26,8 %   | 31,5 %           |
| Sources des données : INSEE |        |          |          |          |                  |

## Toponymie
« Souche » est une corruption du mot régional suque/suche, forme féminine de suc qui désigne dans le Vivarais et le Velay une montagne aux pentes raides, souvent isolée et d'origine volcanique. Plusieurs sucs se trouvent d'ailleurs à proximité de La Souche : le suc du Capitaine et le Sommet de Sucheyre (au sud), le suc de la Chabane (à l'est).
Homonymie
Deux localités en France portent des noms approchant celui de La Souche. Il s'agit de la commune de Souchez dans le département du Pas-de-Calais et Souché, dans les Deux-Sèvres, rattaché depuis 1964 à la commune de Niort.

## Histoire

### Préhistoire et Antiquité
De nombreux vestiges de la présence de l'homme préhistorique sont visibles dans le département de l'Ardèche, les plus notables étant les grottes de Soyons, datant de 150 000 ans av. J.-C., et la grotte Chauvet, près des gorges de l'Ardèche. Le territoire a d'abord connu l'homme de Néandertal, jusqu'à - 50 000 ans av. J.-C. et ensuite l'homme de Cro-Magnon. On trouve également des monuments de type mégalithique comme des dolmens et des menhirs, apparus vers la fin du Néolithique, avant l'âge du bronze, entre - 2 500 et - 1 500 ans av. J.-C. ; l'Ardèche étant l'un des départements français les plus pourvus en dolmens. Lors de la conquête de la Gaule par Jules César, La Souche se situait dans la région des Helviens (en latin Helvii), peuple gaulois voisin des Gabales. Les Helviens sont englobés dans la province romaine de la Narbonnaise après la fin des hostilités.

### Moyen Âge
Après la chute de l'Empire romain, aux Ve et VIe siècles, le territoire correspondant à l'actuelle Ardèche se trouvait sous la suprématie des Burgondes, peuple d'origine germanique. La zone fut intégrée au diocèse de Viviers durant le IXe siècle, à la suite d'un don d'un notable local. La commune de La Souche était précédemment rattachée à la commune voisine de Jaujac, et ce dès le milieu du XIIe siècle, date de sa création. La Souche est devenue une paroisse autonome au milieu du XIVe siècle, et était rattachée sous l'Ancien Régime à la province du Vivarais. Cette dernière fut incorporée en 1271 dans le Languedoc, comme le Gévaudan et le Velay. La commune était sous domination de la famille Montlaur lors de l'indépendance de la municipalité.

### Renaissance

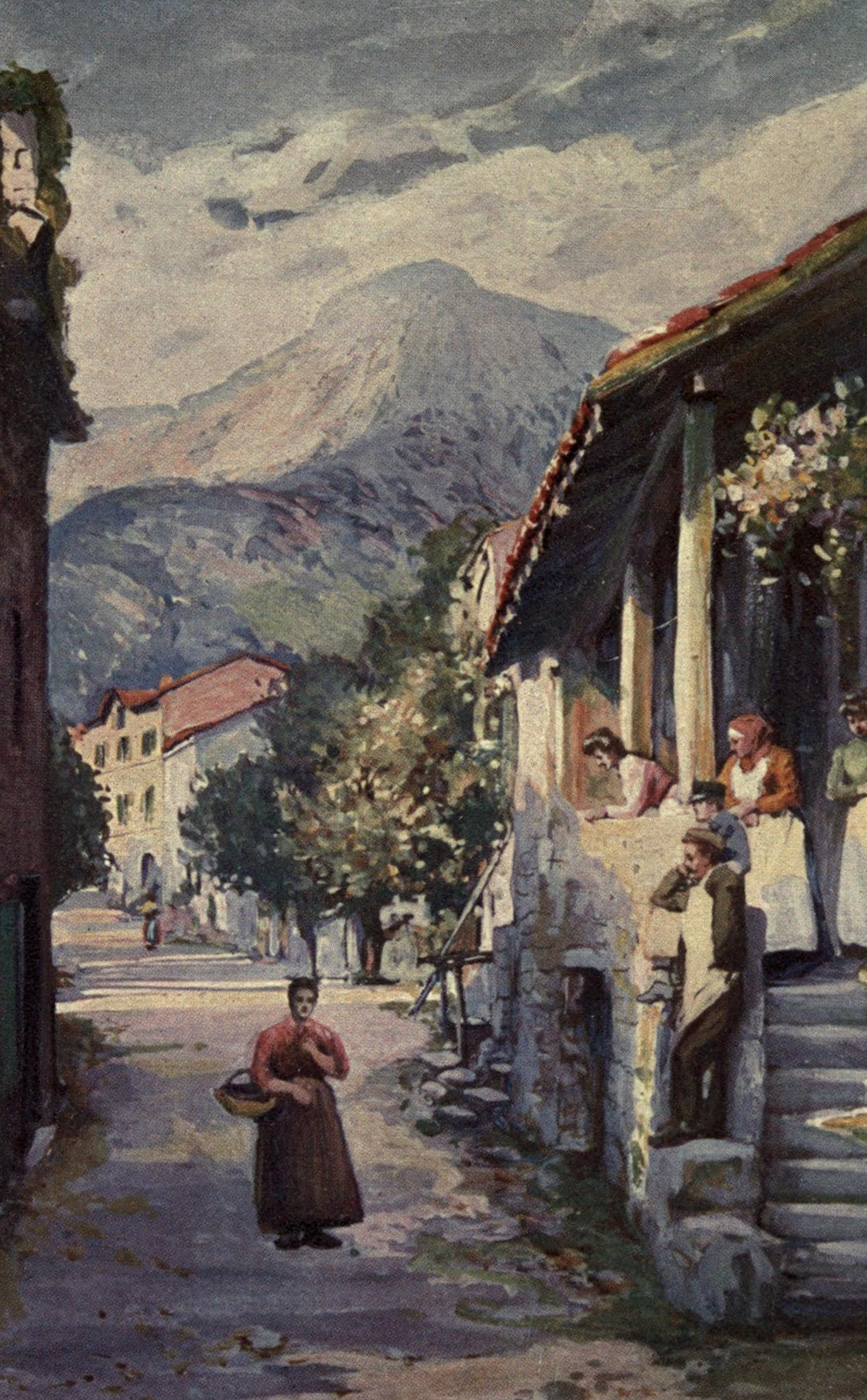
Représentation artistique de La Souche en 1908.

Durant les guerres de Religion, et contrairement à la majorité des Cévennes et du Vivarais, La Souche resta catholique, ce qui mit la commune à la merci des troupes huguenotes. La province du Vivarais fut de manière plus globale fortement affectée durant tout le XVIIe siècle par ces événements, avec notamment le siège de Privas en 1629, les dragonnades (1683) dans les communes protestantes voisines de La Souche et même des massacres de civils. Les derniers soubresauts datant du début du XVIIIe siècle, avec la guerre des camisards, dans toute la zone des Cévennes. Le Tanargue a connu aussi l'épisode de la bête du Gévaudan dans les années 1760, la première victime ayant été tuée à l'ouest du massif. La Révolution se déroula par contre sans incident notable, les objets et livres anciens provenant de l'église étant notamment mis en sécurité.

### Après 1789
La Souche rejoignit le département des « Sources de la Loire » lors de sa création le 4 mars 1790, intégrant le district du Tanargue. Le village fut dévasté à de nombreuses reprises par les crues du Lignon au cours du XIXe siècle, lors d'épisodes cévenols, notamment en 1840 et 1856. En septembre 1890 surtout, la crue emporta l'école et la mairie du village, la montée des eaux entrainant également la perte irréversible des terres agricoles situées dans le lit majeur du Lignon, à cause des blocs de granite, pesant parfois plusieurs tonnes, déposés sur les champs. Vingt-trois maisons au total furent emportées par les flots lors de cet épisode cévenol de survenance millennale, où on estime qu'il est tombé environ 950 mm d'eau en cinq jours sur la commune. Charles Flahault, professeur à la Faculté des Sciences de Montpellier, assista à la crue alors qu'il réalisait une étude sur la flore locale ; il y décrivit le phénomène dans les lignes suivantes :
« Depuis hier matin, nous avons vu des choses inimaginables comme effets de torrents, sur les cours du Lignon, de l’Ardèche et la Fontaulière. Sur le Lignon surtout, les effets sont épouvantables… Le 21 septembre, vers quatre heures du matin, les habitants les moins dormeurs se réveillèrent entendant un grand bruit ; il pleuvait à torrents, c’était la rivière qui descendait et qui roulait des rochers. Quelques minutes après, on reconnaissait qu’il fallait réveiller et faire lever tout le monde, et opérer le sauvetage. À six heures et demie, pendant que le ruisseau emportait le pont, devant lequel s’était formée une digue de rochers grande comme votre salon, pendant que se jetant dans une direction nouvelle, il emportait l’école et l’usine au bord de l’eau, pour ne laisser pas même une trace des fondations, ni des jardins, pendant que le flot dévastait peu à peu, rongeait les jardins, puis les maisons situées du côté de la route qui regarde la rivière et les renversait, voici que tout à coup, un petit ruisseau descendant de la montagne et toujours à sec commence de son côté à rouler des blocs qui battent en brèche les maisons ; ces blocs ont toutes les dimensions jusqu’à un demi-mètre cube de granite ; les malheureux habitants sont obligés de chercher un refuge ailleurs, les pierres entrant par les fenêtres, s’accumulant, écrasant finalement le toit, les maisons s’effondrant les unes sur les autres »
Dès la deuxième partie du XIXe siècle, la commune vécue comme toute la zone des Cévennes un fort exode rural. Les maladies frappant les châtaigniers et mûriers comme la maladie de l'encre et la pébrine provoquèrent une perte massive d'emplois agricoles. Les actifs émigraient essentiellement vers les grandes villes à la recherche de travail industriel, surtout vers Lyon, Saint-Étienne et Marseille. La Première Guerre mondiale tua de nombreux hommes du village au front et mit encore plus à mal la démographie communale durant l'Entre-deux-guerres. Après la Seconde Guerre mondiale, La Souche continua à subir continuellement une diminution de population, celle-ci passant de 617 habitants en 1946 à 288 habitants en 1990. Elle progresse dès lors régulièrement, grâce à la périurbanisation d'Aubenas, à l'activité touristique et au cadre de vie.

## Politique et administration

### Administration territoriale
| Période                                  | Période                     | Identité            | Étiquette | Qualité |
| ---------------------------------------- | --------------------------- | ------------------- | --------- | ------- |
| Les données manquantes sont à compléter. |                             |                     |           |         |
| mars 2001                                | mars 2014                   | Josiane Charbonnier | SE        |         |
| mars 2014                                | En cours (au 24 avril 2014) | Thomas Albaladejo   | SE        | Artisan |

La Souche porte le code Insee « 07315 » et est associée au code postal « 07380 », comme une dizaine de municipalités voisines du canton de Thueyts. Depuis 2014, le maire de la commune est Thomas Albaladejo.
Le nombre d'habitants à La Souche étant supérieur à 100 et inférieur à 499, le nombre de conseillers municipaux est de onze.
La municipalité appartient au canton de Thueyts. Les conseillers départementaux actuels sont Jérôme Dalverny et Bernadette Roche (PS). Le village est placé dans l'arrondissement de Largentière, dans le département de l'Ardèche et la région Auvergne-Rhône-Alpes.

### Budget municipal
Les recettes totales du budget annuel de La Souche pour l'année 2009 était de 414 000 euros, dont 74 000 euros proviennent des impôts locaux et 13 000 euros d'autres impôts et taxes. La somme de 124 000 euros est versée aux titres des dotations globales de fonctionnement au bénéfice de la localité. L'évolution de l'endettement de la municipalité et de ses dépenses d'équipement sur les années 2000 sont les suivantes, :
| Évolution de l'endettement (en milliers d’€) : | Évolution des dépenses d’équipement (en milliers d’€) : |

En comparaison avec la moyenne nationale des communes de taille comparable, le niveau des taxes communales apparait légèrement inférieur concernant celles supportées par les particuliers. La taxe foncière sur le non-bâti constitue une exception notable avec un taux local de 68 %, contre 28,79 % au niveau national. Si le taux de cette taxe foncière peut sembler remarquable, il est à mettre en relation avec la très faible valeur locative des terrains non bâtis en Ardèche qui en constitue l'assiette. La taxe professionnelle s'élève à 11,9 %, plus que la moyenne française. Dans le détail, les taxes relevant directement de la municipalité de La Souche se décomposent de la manière suivante :
Imposition des ménages et des entreprises en 2009 :
| Taxe d'habitation                                                                                    | 7,00 %  | 35 000 |
| Taxe foncière sur le bâti                                                                            | 9,00 %  | 27 000 |
| Taxe foncière sur le non-bâti                                                                        | 68,00 % | 9 000  |
| Taxe professionnelle                                                                                 | 11,90 % | 3 000  |
| Sources : Taxes locales de La Souche en 2009 (taxes en pourcentage de la valeur locative cadastrale) |         |        |

### Intercommunalité
La Souche appartient à la communauté de communes Ardèche des Sources et Volcans. Cette structure intercommunale a été créée le 1er janvier 2014 et regroupe dix-sept localités du piémont cévenol et des hautes-vallées de l'Ardèche, de la Fontolière et du Lignon. Cédric D'Imperio en est le président depuis sa création. Le siège administratif de la communauté de communes se situe à Thueyts. La Souche appartenait précédemment à la communauté de communes Source de l'Ardèche.
La Souche participe également à de nombreux syndicats intercommunaux de l'Ardèche, notamment :
- « S.I.V.U des inforoutes de l'Ardèche », dont La Souche est adhérente depuis le 29 juin 2001 ;
- « S.I.E 07 », syndicat départemental d'énergies de l'Ardèche ;
- « S.D.E.A », syndicat départemental d'équipement de l'Ardèche, dont les champs d'action sont le développement économique et l'aménagement rural ;
- « S.I.D.O.M.S.A », syndicat intercommunal de destruction des ordures ménagères du secteur d'Aubenas ;
- « S.A.C », syndicat Ardèche claire, organisme visant à l'amélioration de la qualité environnementale du bassin de l'Ardèche.

Le syndicat intercommunal d’aménagement du Tanargue (« S.I.A.T »), à vocation essentiellement touristique et agricole, a été dissous le 22 février 2007 par arrêté préfectoral, il regroupait jusqu'alors treize communes limitrophes du Massif du Tanargue. Les compétences de ce syndicat était parfois redondantes avec celles des communautés de communes auxquels appartenaient les municipalités adhérentes.

### Tendances politiques
À l'instar de la plupart des villages composant la Communauté de communes Source de l'Ardèche et le canton de Thueyts, La Souche est une commune plutôt située à gauche de l'échiquier politique avec une tendance principalement socialiste et une composante radicale non négligeable. Il est également à noter que les candidats CPNT, comme dans de nombreux villages ardéchois, réalisent souvent dans l'électorat communal des scores bien plus élevés que la moyenne nationale. De manière quasi systématique, et comme souvent dans les zones rurales, la participation au scrutin est plus importante que la moyenne nationale. Le corps électoral souchois affiche un fort euro-scepticisme.

#### Élections municipales et locales
Le maire actuel de La Souche, Thomas Albaladejo, occupe cette fonction depuis 2014. Le canton de Thueyts, où se situe la localité, à l'instar de la quasi-totalité de la Cévenne ardéchoise, est de sensibilité socialiste, Gérard Bruchet en est l'élu depuis 1994. Ce canton était auparavant communiste de 1976 jusqu'en 1982, puis UDF de 1982 à 1994. La troisième circonscription d'Ardèche, comprenant l'arrondissement de Largentière où se situe La Souche, a élu en 2012 comme députée Sabine Buis, membre du parti socialiste.

#### Élections nationales
Lors de l'élection présidentielle de 2012, au premier tour, François Hollande a obtenu 34,2 % des suffrages de la municipalité contre 19,1 % pour Nicolas Sarkozy, suivi par Jean-Luc Mélenchon, avec 17,5 % des voix. Les deux autres candidats ayant eu plus de 5 % des suffrages exprimés lors du premier tour étant François Bayrou et Marine Le Pen, avec 9,3 % des voix chacun. Au deuxième tour, François Hollande a obtenu 70,7 % des suffrages contre 29,3 % à Nicolas Sarkozy. L'abstention s'est élevée à 16,7 % au premier tour (20,5 % au niveau national) et 16,8 % au second tour.
Lors de l'élection présidentielle de 2007, au premier tour le 22 avril 2007, Ségolène Royal a obtenu 35,5 % des suffrages de la municipalité (25,9 % au niveau national) contre 22,1 % pour Nicolas Sarkozy (31,2 % en France). Les autres candidats ayant eu plus de 5 % des suffrages exprimés lors du premier tour étant François Bayrou (14,6 %), Frédéric Nihous (5,3 %) et Jean-Marie Le Pen (5,3 %). Au deuxième tour, le 6 mai 2007, Ségolène Royal a obtenu 62,8 % des suffrages contre 37,2 % à Nicolas Sarkozy, à l'inverse du résultat national. À noter, lors de cette élection présidentielle, la très forte mobilisation de l'électorat communal, l'abstention s'élevant seulement à 9,6 % au premier tour (16,2 % au niveau national) et 11 % au second tour.
Lors de l'élection présidentielle de 2002, au premier tour le 21 avril 2002, Lionel Jospin est arrivé en tête avec seulement 18,5 % des voix, signe de la grande dispersion de l'électorat souchois, devant Jacques Chirac 16,6 % et Jean-Marie Le Pen avec 11,2 %. Les autres candidats ayant dépassé la barre des 5 % sont Olivier Besancenot (9,6 %), Jean Saint-Josse (8,9 %), Arlette Laguiller (7,3 %), Noël Mamère (5,8 %) et François Bayrou (5 %). Au deuxième tour le 5 mai 2002, Jacques Chirac a obtenu 84,8 % des suffrages (82,1 % au niveau national), avec une participation s'élevant à 82,6 %.

#### Élections européennes
Aux élections européennes de 2009, à tour unique, la liste arrivée en tête a été celle de l'UMP avec 28,2 %, devant la liste socialiste à un niveau de 22,9 % des suffrages. La liste Europe Écologie a obtenu 19,7 %, le Front de Gauche 6,4 % comme le MoDem et le NPA 5,8 %. L'abstention s'est élevée lors de ce scrutin à un niveau de 46,1 %, soit un taux d'abstention bien moins élevé que la moyenne en France lors de ce scrutin (59,37 %).
Lors des élections européennes de 2004, le 13 juin, l'abstention s'est élevée à 44,1 %. La liste arrivée première lors de ce scrutin a été la liste PS avec 38,1 % devant la liste UMP avec 12,2 % et celle du Front National : 9 %. Parmi les listes ayant obtenu au moins 5 % des suffrages, la liste UDF a obtenu 8,5 %, la liste LCR-LO a réalisé 7,9 %, la liste Les Verts 6,4 % et la liste CPNT 5,8 %.

#### Référendums
En 2005, lors du référendum sur le traité établissant une Constitution pour l'Europe, les électeurs souchois se sont prononcés à une très large majorité contre ce projet. Le oui ne récolta que 32,5 % et le non 67,5 %, soit plus du double en nombres de voix comptabilisées : 93 contre 193. Au niveau national, les électeurs avaient rejeté la constitution avec 54,7 % des voix pour le non. La participation fut élevée à 82,3 % (69,3 % en France) lors de ce scrutin.
En 1992, quand la population municipale fut invitée à se prononcer sur le traité de Maastricht, le oui ne rassembla que 91 suffrages (41,2 %) contre 130 voix (58,8 %) pour le non, alors qu'au niveau national, le oui l'emporta de justesse. L'abstention lors de ce vote s'éleva à 26,9 %, un niveau inférieur que la moyenne française.

## Population et Société

### Évolution démographique
L'évolution du nombre d'habitants est connue à travers les recensements de la population effectués dans la commune depuis 1793. Pour les communes de moins de 10 000 habitants, une enquête de recensement portant sur toute la population est réalisée tous les cinq ans, les populations de référence des années intermédiaires étant quant à elles estimées par interpolation ou extrapolation. Pour la commune, le premier recensement exhaustif entrant dans le cadre du nouveau dispositif a été réalisé en 2006.

En 2022, la commune comptait 384 habitants, en évolution de +4,35 % par rapport à 2016 (Ardèche : +2,48 %, France hors Mayotte : +2,11 %).
| 1793  | 1800  | 1806  | 1821  | 1831  | 1836  | 1841  | 1846  | 1851  |
| ----- | ----- | ----- | ----- | ----- | ----- | ----- | ----- | ----- |
| 1 119 | 1 037 | 1 218 | 1 326 | 1 479 | 1 584 | 1 606 | 1 720 | 1 841 |

| 1856  | 1861  | 1866  | 1872  | 1876  | 1881  | 1886  | 1891  | 1896  |
| ----- | ----- | ----- | ----- | ----- | ----- | ----- | ----- | ----- |
| 1 699 | 1 642 | 1 682 | 1 616 | 1 658 | 1 644 | 1 609 | 1 391 | 1 374 |

| 1901  | 1906  | 1911  | 1921 | 1926 | 1931 | 1936 | 1946 | 1954 |
| ----- | ----- | ----- | ---- | ---- | ---- | ---- | ---- | ---- |
| 1 244 | 1 243 | 1 063 | 829  | 799  | 728  | 693  | 617  | 483  |

| 1962 | 1968 | 1975 | 1982 | 1990 | 1999 | 2006 | 2011 | 2016 |
| ---- | ---- | ---- | ---- | ---- | ---- | ---- | ---- | ---- |
| 424  | 385  | 334  | 312  | 288  | 290  | 335  | 356  | 368  |

| 2021 | 2022 | - | - | - | - | - | - | - |
| ---- | ---- | - | - | - | - | - | - | - |
| 380  | 384  | - | - | - | - | - | - | - |

Depuis la Révolution, la population souchoise a été divisée par trois et quasiment par cinq depuis son optimum en 1851, avec 1 841 habitants. Dès la deuxième moitié du XIXe siècle, les calamités agricoles frappant les cultures des Cévennes ont provoqué un départ massif des habitants vers les grandes villes comme Lyon, Marseille, Valence ou Paris. Ce phénomène n'est donc pas singulier à la commune, mais fut néanmoins amplifié par les destructions engendrées par l'épisode cévenol de 1890, la localité perdant 218 habitants en cinq ans lors du recensement intervenant en 1891. Après plus d'un siècle d'érosion lié à l'exode rural et à la Première Guerre mondiale, la population municipale progresse depuis le recensement de 1990. Ce mouvement est d'ailleurs général au canton de Thueyts dont la municipalité fait partie. Sur la même période, La Souche a gagné en moyenne 1,7 % de population par an, soit plus que la moyenne départementale (+ 1 %) et ce malgré un solde naturel négatif (-0,2 %), à cause de la faiblesse des naissances sur la commune.
Cette augmentation de population est en partie due à la périurbanisation de l'agglomération d'Aubenas, ville située 16 kilomètres à l'est de la localité. La Souche fait partie de son aire urbaine, dont elle constitue son extrémité ouest.
La densité communale apparait très faible : 12,2 habitants/km2, soit un dixième environ de la moyenne française métropolitaine, elle est aussi inférieure à la moyenne du Canton de Haute-Ardèche (16,1 habitants/km2) et de celle du département (60,3 habitants/km2). La Cévenne ardéchoise, où se situe La Souche, appartient à la diagonale du vide, comme une grande partie du Massif central.

### Pyramides des âges
En 2021, le taux de personnes d'un âge inférieur à 30 ans s'élève à 26,0 %, soit en dessous de la moyenne départementale (29,7 %). À l'inverse, le taux de personnes d'âge supérieur à 60 ans est de 41,1 % la même année, alors qu'il est de 32,8 % au niveau départemental.
En 2021, la commune comptait 185 hommes pour 195 femmes, soit un taux de 51,32 % de femmes, légèrement supérieur au taux départemental (51,22 %).
Les pyramides des âges de la commune et du département s'établissent comme suit :
| Hommes | Classe d’âge | Femmes |
| ------ | ------------ | ------ |
| 1,6    | 90 ou +      | 2,5    |
| 12,8   | 75-89 ans    | 15,2   |
| 27,3   | 60-74 ans    | 22,8   |
| 13,9   | 45-59 ans    | 22,3   |
| 18,2   | 30-44 ans    | 11,2   |
| 8,6    | 15-29 ans    | 9,6    |
| 17,6   | 0-14 ans     | 16,2   |

| Hommes | Classe d’âge | Femmes |
| ------ | ------------ | ------ |
| 1      | 90 ou +      | 2,5    |
| 9      | 75-89 ans    | 11,4   |
| 20,8   | 60-74 ans    | 21,1   |
| 21,2   | 45-59 ans    | 20,3   |
| 16,9   | 30-44 ans    | 16,5   |
| 14,2   | 15-29 ans    | 12,6   |
| 17     | 0-14 ans     | 15,6   |

### Composition des ménages
Le nombre total de ménages souchois, c'est-à-dire les habitants occupant leurs logements à titre de résidence principale, était de 139 en 1999. Dans le tableau ci-dessous, les résidences principales sont données en pourcentage de leur répartition par personne y résidant, par rapport au nombre total de ménages de la municipalité :
| Ménages de                  | 1 personne | 2 pers. | 3 pers. | 4 pers. | 5 pers. | 6 pers. ou + |
| --------------------------- | ---------- | ------- | ------- | ------- | ------- | ------------ |
| La Souche                   | 38,1 %     | 36,7 %  | 10,8 %  | 7,2 %   | 6,5 %   | 0,7 %        |
| Moyenne Nationale           | 31 %       | 31,1 %  | 16,2 %  | 13,8 %  | 5,5 %   | 2,4 %        |
| Sources des données : INSEE |            |         |         |         |         |              |

On constate par rapport à la moyenne nationale une surreprésentation nette des ménages comprenant une ou deux personnes, et ce malgré le fait que 95 % des logements disponibles soient des maisons individuelles. Les foyers de trois personnes ou plus sont tous sous-représentés, à l'exception de ceux de cinq personnes. Plusieurs données expliquent ces phénomènes : le fort taux de personnes retraitées, vivant sans enfant et parfois seule, et aussi l'absence de structure d'enseignement supérieur et d'un bassin d'emploi réduit, ce qui entraîne le départ des jeunes actifs.

### Enseignement
Située administrativement dans l'académie de Grenoble, la commune administre une école maternelle et une école élémentaire, rassemblées dans un même bâtiment, en raison de la faiblesse des effectifs : 23 enfants pour huit niveaux de classe. L'école ne compte que deux employées : une institutrice et une assistance maternelle. Le collège le plus proche se situe à Montpezat-sous-Bauzon, à 10 kilomètres. Pour les lycéens, les établissements scolaires se situent à Aubenas et Largentière. La Souche dispose d'une garderie périscolaire municipale ainsi qu'une cantine. Il y a également une nourrice agréée.

### Santé
La Souche ne compte aucun professionnel libéral de santé, les plus proches exerçant à Jaujac (cinq kilomètres) et Thueyts (six kilomètres). La pharmacie la plus accessible est celle de Jaujac, cette municipalité abritant également une maison de retraite. Le service de soins le plus proche est le centre hospitalier d'Ardèche méridionale à Aubenas. Cet hôpital, situé à une vingtaine de kilomètres de La Souche, assure notamment les services médicaux d'urgence (SMU) et possède aussi un service mobile d'urgence et de réanimation (SMUR).

### Médias
La commune est située dans la zone de distribution de deux organes de la presse écrite :
- L'Hebdo de l'Ardèche, hebdomadaire français basé à Valence et diffusé à Privas depuis 1999. Il couvre l'actualité de tout le département de l'Ardèche ;
- Le Dauphiné libéré, quotidien de la presse écrite française régionale distribué dans la plupart des départements de l'ancienne région Rhône-Alpes, notamment l'Ardèche. La commune est située dans la zone d'édition d'Aubenas - Privas - Vallée du Rhône.

Étant donné son bassin de population réduit, La Souche ne possède aucune rédaction ou agence locale de presse écrite. La presse quotidienne régionale et nationale est disponible via un point de vente sur la commune. La presse néerlandophone est également présente l'été, à l'adresse des nombreux touristes.
Après avoir été jusqu'au milieu des années 2000 une zone blanche, La Souche bénéficie au niveau du chef-lieu d'une couverture des principaux opérateurs de téléphonie mobile grâce à l'implantation d'un relais commun à plusieurs opérateurs, avec aide du conseil général de l'Ardèche. La couverture du territoire n'est pas complète et de nombreux points communaux sont hors de portée. Les antennes-relais dans les zones rurales à très faible densité comme la Cévenne ardéchoise n'ont pas le niveau d'utilisation requise pour assurer leur rentabilité sans subvention publique, le relief et la faible accessibilité des points hauts engendrant de surcroit des coûts d'installation et de maintenance des relais bien plus élevés qu'en plaine.
L'ensemble du hameau du chef-lieu, ainsi que les lieux-dits proches de Jaujac, sont desservis par l'ADSL, grâce à la présence près de la mairie d'un NRA, dont le nom technique est « SOU07 ». Les écarts éloignés de plus de trois kilomètres de la mairie n'ont par contre pas accès au haut-débit.

### Cultes

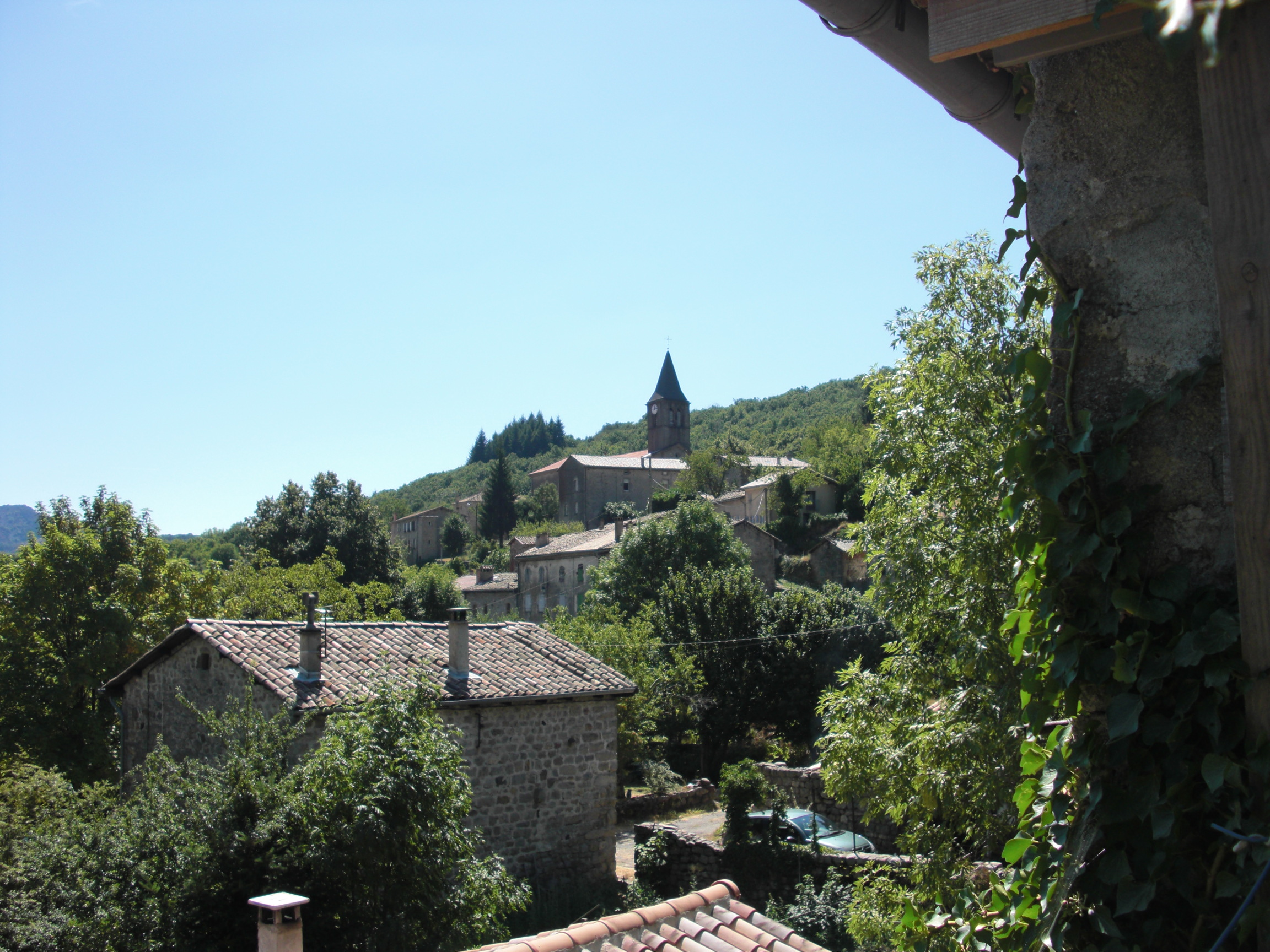
Vue sur l'église Saint-Sauveur.

La Souche ne possède que des lieux de culte catholique, malgré sa situation au sein du Vivarais, province anciennement acquise dans sa majorité au Protestantisme. La communauté catholique souchoise est rattachée au diocèse de Viviers, dont l'évêque actuel est François Blondel, et à la paroisse « Bienheureuse-Marie-Rivier en Val d'Ardèche », dont le siège est situé à Lalevade d'Ardèche. Cette paroisse dispose de deux lieux de culte au sein de la localité : l'église Saint-Sauveur de La Souche ; et l'église du hameau de Saint-Louis.
L'église Saint-Sauveur accueille une messe mensuelle, le deuxième dimanche de chaque mois, contrairement à l'église de Saint-Louis qui n'en accueille pas. La municipalité compte également deux cimetières, situés à proximité des deux églises municipales.

## Vie locale

### Services Publics
La Souche bénéficie de quelques services publics à savoir un bureau postal (sans partie bancaire) et une école maternelle et primaire, récemment agrandie grâce au déménagement de la mairie dans un autre bâtiment plus récent.

### Équipements sportifs

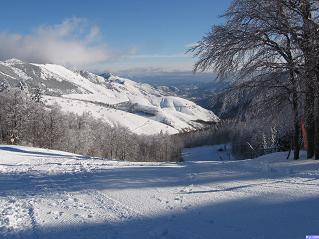
Vue partielle sur le domaine skiable de la Croix de Bauzon.

L'étendue du territoire et la diversité des reliefs communaux permettent la pratique de nombreux sports. La Souche accueille la station de sports d'hiver de la Croix de Bauzon, qui dispose d'un domaine de ski alpin comportant neuf pistes et d'un circuit de ski de fond. La station est partagée entre les deux communes de Borne et La Souche et sous la gestion du Syndicat mixte de la Montagne Ardéchoise (« SMA »).
Le Lignon permet la pratique du kayak. Le parcours est classé difficile et praticable seulement au printemps et en automne. Le Lignon accueille aussi un site de canyoning près de la cascade et du rocher du Pissard et d'un bassin de baignade avec plage aménagée sur les berges, au niveau de la Souche.
La commune recense de nombreux sentiers de randonnée pédestre, au départ de la Souche, Saint-Louis et d'autres lieux-dits, à destination des massifs environnants. Le chemin de randonnée à pied appelé « Taranis Arga », inauguré le 21 juin 2008, a été financé par le parc naturel régional des Monts d'Ardèche, avec la contribution des communes de La Souche et de Borne. Les parois rocheuses abritent aussi un site d'escalade.
Le col de la Croix de Bauzon est emprunté par la course cycliste de l'Ardéchoise, lors des parcours de « La Loire » et des « Hautes-Terres ». Certains sentiers communaux permettent en outre la pratique du VTT. La municipalité dispose également d'un terrain de basket, de terrains de tennis en terre battue et de terrains de pétanque.

## Économie

### Revenus de la population et fiscalité
En 2009, le revenu net imposable moyen à La Souche s'élevait à 18 135 euros, niveau légèrement inférieur à celui de l'Ardèche (19 503 euros) et nettement plus bas que celui de la France métropolitaine (22 947 euros). Seuls 42,2 % des foyers étaient imposés à l'IRPP, contre 49,2 % dans le département et 55,5 % en France métropolitaine. La même année, le revenu fiscal de référence par ménage s'élevait à 15 458 euros.

### Emploi
En 2009, le taux d'activité de la population âgée de 15 à 64 ans de La Souche s'élevait à 74,2 %. Seulement 26 % de cette population active travaille dans la localité, une grande partie travaillant dans l'aire urbaine d'Aubenas. Le taux de chômage de la commune s'élevait en 2009 à 15,3 %, à un taux plus élevé que celui du département. La commune compte un très fort taux de retraités par rapport aux personnes âgées de plus de 15 ans : 39,9 %, soit le double de la moyenne française (18,2 %). La Souche compte 37 actifs travaillant sur son territoire communal, dans 16 établissements actifs. Le domaine d'activité de ces entreprises, dont aucune ne compte plus de 10 salariés, comprend l'industrie, la construction, le commerce et les services. La structure des emplois à La Souche par catégorie socio-professionnelle est détaillée ci-dessous :
|                             | Agriculteurs | Artisans, commerçants, chefs d'entreprise | Cadres, professions intellectuelles | Professions intermédiaires | Employés | Ouvriers |
| --------------------------- | ------------ | ----------------------------------------- | ----------------------------------- | -------------------------- | -------- | -------- |
| La Souche                   | 12,5 %       | 8,3 %                                     | 0 %                                 | 12,5 %                     | 25 %     | 41,7 %   |
| Moyenne nationale           | 2,4 %        | 6,4 %                                     | 12,1 %                              | 22,1 %                     | 29,9 %   | 27,1 %   |
| Sources des données : Insee |              |                                           |                                     |                            |          |          |

La structure des emplois à La Souche montre une surreprésentation nette des ouvriers et des employés. Un autre fait marquant est l'absence de cadres ou de professions intellectuelles. Les artisans et chefs d'entreprise compte pour 8,3 % et les agriculteurs pour 12,5 %. Seuls 54,1 % des actifs travaillant dans la municipalité ont le statut de salariés et 29,2 % des emplois sont à temps-partiel. La Souche fait partie des communes ardéchoises situées en zones de revitalisation rurale, permettant aux entreprises participant au développement du territoire de bénéficier d'exonérations fiscales sous certaines conditions.

### Agriculture
La commune possède encore une agriculture non négligeable, les agriculteurs représentant un huitième de la population active communale, soit cinq fois la proportion constatée en France métropolitaine. La Souche compte des castanéiculteurs et une confiturerie artisanale, employant deux salariés. On note également une production fruitière comprenant des cerises, des framboises et des myrtilles des marais. Le pastoralisme continue à exister avec la dernière transhumance d'Ardèche comptant aux alentours de 1 500 bêtes qui passent l'estive sur les crêtes herbagées du Tanargue, principalement des moutons. Le territoire communal de La Souche fait partie de l'aire AOC du Picodon (fromage de chèvre) et des châtaignes d'Ardèche. Quelques troupeaux de vaches pâturent également sur les pentes les moins fortes de l'ouest communal, principalement des races à viande. Une exploitation bovine est exploitée avec la certification agriculture biologique, avec vente directe au consommateur.

### Industrie
La sériciculture fut, depuis les études d'Olivier de Serres au début du XVIIe siècle, une activité prospère pour l'Ardèche tant par la culture du mûrier et l’élevage de la graine, que par la transformation industrielle, avec le filage et le tissage de la soie. Le hameau de la Souche a longtemps possédé une magnanerie, comme dans de nombreuses vallées voisines, mais cette activité a périclité depuis la fin du XIXe siècle, à cause des maladies comme la pébrine touchant les vers à soie et de la concurrence asiatique. Depuis, plus aucune industrie rattachée à la sériciculture n'est présente sur le territoire municipal. En 2007, la part de l'industrie dans l'emploi de la municipalité s'élevait à 14,3 %, soit à un niveau plus élevé que celui du département (9,5 %). Le domaine de la construction apparait sur-représentée par rapport aux moyennes locales et nationales.

### Secteur tertiaire

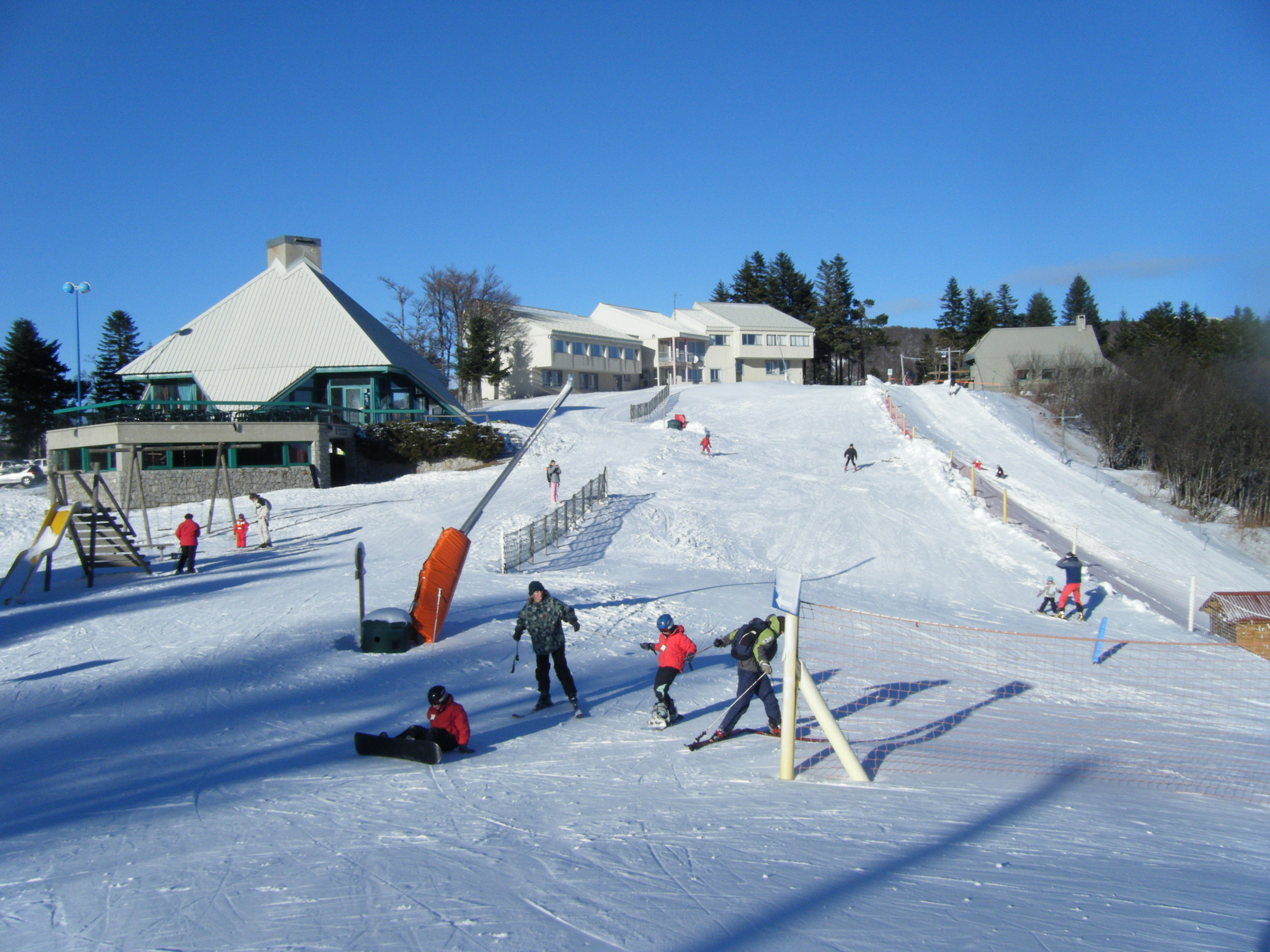
Station de ski de la Croix de Bauzon.

La principale activité tertiaire est le tourisme, principalement l'été, sous forme de chambres d'hôtes et de locations de gîtes, La Souche ne possédant plus d'hôtel. La commune comporte 14 gîtes labellisés gîtes de France et compte aussi des gîtes municipaux, notamment au lieu-dit Monflat. Le tourisme vert est valorisé par l'adhésion de la localité au parc naturel régional des Monts d'Ardèche et sa présence sur la route touristique du Tanargue, via la route départementale D 19. La commune profite aussi indirectement de la proximité des stations thermales ardéchoises de Neyrac-les-Bains (commune de Meyras), Vals-les-Bains et Saint-Laurent-les-Bains, toutes trois situées à moins de vingt kilomètres de La Souche. Un camping 2 étoiles est situé à proximité du Lignon, deux kilomètres en aval des Azagades, au lieu-dit les Chambons.
Il existe également un tourisme hivernal avec la station de ski alpin de la Croix de Bauzon, possédant un enneigement et donc une activité aléatoire selon les années. De surcroît, la proximité relative de la mer Méditerranée entraine le plus souvent dès le début du printemps une fonte rapide des neiges et donc la quasi-impossibilité de profiter des vacances de Pâques. La station est menacée à long-terme par le réchauffement climatique, comme de nombreuses stations de ski du Massif central. En pleine saison hivernale, la station de ski emploie jusqu'à une vingtaine de salariés, majoritairement saisonniers. Certains de ces emplois étant occupé par des agriculteurs pouvant ainsi augmenter leurs revenus. La Souche possède une épicerie et un bar ouvert principalement l'été, situés dans le chef-lieu, sur le tracé de la route départementale D19. Le village ne compte aucun marché, le plus proche se situant à Jaujac.

## Culture et patrimoine

### Lieux et monuments
La Souche ne compte aucune construction classée aux monuments historiques, seule l'école communale actuelle étant mentionnée dans les archives culturelles comme représentative de l'habitat lyonnais de la fin du XIXe siècle. L'école a été bâtie en 1894, quatre années après que l'ancienne école du hameau de la Souche eue été emportée par la crue historique du Lignon. L'école est située dans le même corps de bâtiment que la poste.
Les principaux lieux et centres d'intérêts de la localité sont :
- l'église Saint-Sauveur du chef-lieu, l'édifice actuel rebâti en 1870 possède un clocher de 43 mètres de haut comprenant trois cloches[112] ;
- l'église du hameau de Saint-Louis, achevée en 1871 ;
- le monument aux morts, situé dans le hameau de la Souche, précisément à proximité de la mairie, rendant hommage aux victimes communales des deux guerres mondiales ;
- le château de Charay, datant du XVIe siècle et situé au sein du lieu-dit éponyme, démantelé à la Révolution et dont ne subsiste aujourd'hui qu'une tour ;
- le hameau coopératif de la Clémenterie, village associatif autogéré à vocation agricole et culturelle, créé en 1996[113].

### Festivités et événements culturels
- Fête des fleurs, en mai, organisée par l'association « les jardins de Vissac » ;
- Transhumance annuelle mi-juin, les troupeaux de moutons rejoignent leur estive sur les landes du Tanargue ;
- Kermesse de l'école, dernier samedi de juin, organisée par « l'amicale laïque » ;
- Vide-greniers fin juillet ;
- Fête votive en août, le premier dimanche du mois.

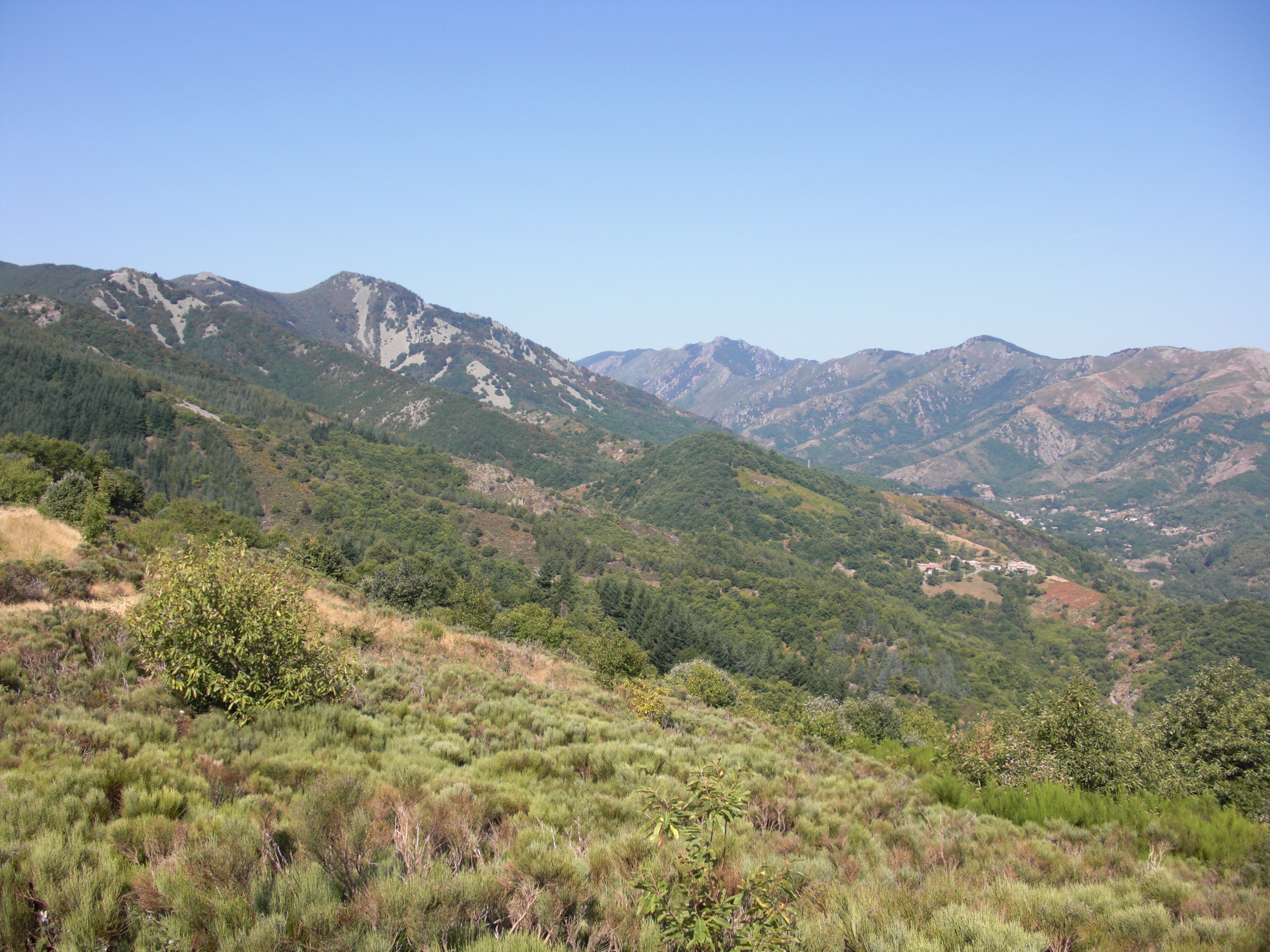
Vue sur La Souche : au premier plan le massif du Tanargue avec le mont Aigu (1316 mètres), en arrière-plan le serre de la Croix de Bauzon et le rocher d'Abraham (1498 mètres).